# Islas Malvinas
Las islas Malvinas (en inglés: Falkland Islands, AFI: [ˈfɔːlklənd ˈaɪləndz]) son un archipiélago de América del Sur, situado en el mar argentino que es un mar epicontinental del océano Atlántico Sur adyacente a dicho país, a unos 500 km de la costa.
A diferencia de otras islas más cercanas al continente, las Islas Malvinas no tienen población humana autóctona, originaria o indígena. Los primeros visitantes fueron europeos que llegaron durante la conquista europea de América entre los siglos XVI y XVII. Distintos países —Francia, el Reino Unido, España y, desde el siglo XIX, el Río de la Plata— llevaron adelante planes de asentamiento permanente basados en sus intereses expansionistas.
Según la Organización de las Naciones Unidas, es un territorio no autónomo cuya potencia administradora es el Reino Unido y cuya soberanía es reclamada por Argentina. Es uno de los 17 territorios en la lista de territorios no autónomos bajo supervisión del Comité Especial de Descolonización de las Naciones Unidas, con el fin de examinar la situación con respecto a la aplicación de la Resolución 1514 de la Asamblea General de las Naciones Unidas, por lo que la situación del archipiélago es examinada anualmente por el Comité de Descolonización desde 1965 debido a la Resolución 2065 de la Asamblea General de las Naciones Unidas. Jurídicamente, la Organización de las Naciones Unidas lo considera un territorio de soberanía todavía pendiente por definición, entre el Reino Unido —que lo administra desde 1982 y previamente desde 1833— y Argentina, que reclama su devolución.

## Toponimia
Islas Malvinas es una derivación del topónimo francés îles Malouines, nombre dado por el navegante francés Louis Antoine de Bougainville en 1764, quien fundó el primer asentamiento de las islas en Puerto Soledad, en recuerdo del puerto de Saint-Malo en Francia. Dicha localidad fue el punto de partida para sus barcos y colonos.
El nombre Falkland fue extendido al archipiélago en la cartografía británica luego de que el inglés John Strong nombrara Falkland Sound al estrecho de San Carlos, ubicado entre las dos islas principales, en 1690. Strong lo llamó así en honor a Anthony Cary, quinto vizconde Falkland, que como comisario del Almirantazgo Británico había financiado la expedición. Un descendiente de Cary, Lucius Falkland, en 2013 explicó cómo surgió la toponimia británica del archipiélago, calificando los actos como «piratería», y refiriéndose a las islas con su topónimo en español en una carta dirigida a la embajadora argentina en Londres.
La denominación «islas Malvinas» es la usual en los países de habla hispana y portuguesa (Ilhas Malvinas). Es también la denominación usada en la declaración conjunta de los presidentes del Mercosur, Bolivia y Chile en 1996, la Unión de Naciones Suramericanas (UNASUR), la usada por la Asociación Latinoamericana de Integración (ALADI) en su declaración sobre la cuestión (2008), y la usada en la Cumbre Iberoamericana de 2007. Para la Organización de Estados Americanos (OEA) la denominación usada oficialmente en español es "Islas Malvinas" y en inglés "Malvinas Islands". En las Naciones Unidas desde el 18 de marzo de 1966 la denominación usada en español es "Islas Malvinas (Falklands)" y en inglés "Falkland Islands (Malvinas)".
El Diccionario panhispánico de dudas recomienda solo utilizar el topónimo «Malvinas» en lugar de «Falklands». En cuanto al gentilicio, recomienda «malvinense».
En mayo de 2014, las autoridades coloniales de las islas quedaron «enfurecidas» con el gobierno británico tras recibir documentos titulados «Malvinas» en lugar de la denominación inglesa «Falklands». Varios parlamentarios en Westminster también criticaron al gobierno británico, considerando a la denominación una «corrección política» y afirmaron que ese «error» podría ser utilizado para darle más peso al reclamo argentino. Funcionarios del ministerio del Interior responsabilizaron por el error a programas de computación. También se afirmó que el incidente sucedió varias veces tras el referéndum de 2013. El Ministerio de Negocios e Innovación ha utilizado también la denominación Malvinas en estadísticas de alumnos de los territorios británicos de ultramar que estudian en Gran Bretaña, y la embajada británica en Colombia ha emitido varios mensajes por Twitter mencionando «las Malvinas» en lugar de «las Falklands». Andrew Rossindell, presidente del grupo pluripartidario para los territorios británicos de ultramar dijo que utilizar la palabra Malvinas «es darle la razón a Argentina y es un insulto a las islas Falkland». Dick Sawle, político isleño, dijo que esperaba «algo mejor por parte de Londres» y que es un «escándalo, especialmente después de que votamos claramente sobre este tema (de la soberanía)».

## Historia

### Descubrimiento

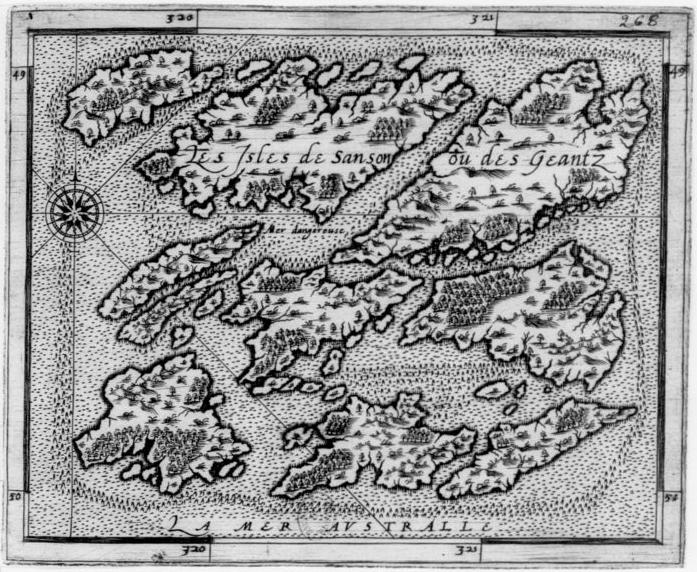
Primer mapa específico de las islas realizado por Andrés de San Martín en 1520.

Existe una controversia en torno al descubrimiento de las islas, la cual se traslada a la disputa de soberanía. Francia, España y el Reino Unido se atribuyeron el descubrimiento de las islas para defender sus títulos de soberanía. No hay pruebas concluyentes para determinar qué navegante europeo las divisó por primera vez.
Las islas son incluidas en mapas y portulanos desde 1502. El 7 de abril de 1502, Américo Vespucio divisó un archipiélago que podría ser las Malvinas. De ahí proviene su inclusión en el mapa de Piri Reis. El primer mapa específico de las islas fue realizado en 1520 por Andrés de San Martín, tripulante de la expedición de Magallanes. El 4 de febrero de 1540, un barco español capitaneado por Alonso de Camargo llegó a las islas Malvinas y permaneció en el archipiélago hasta el 3 de diciembre del mismo año.
El gobierno británico insistió, hasta bien entrado el siglo XX, que John Davis había descubierto las islas en 1592, y fundamentó en eso sus derechos de soberanía. Sin embargo, el gobierno y los historiadores británicos modernos reconocen que John Davis no descubrió las islas. En 1592, fecha del supuesto descubrimiento de John Davis, las islas ya aparecían en numerosos mapas españoles.
La primera visita incuestionable fue realizada en 1600 por el marino neerlandés Sebald de Weert. Este recorrió, el 16 de enero a bordo del Gelcof, el grupo de las islas Jasón, ubicadas al noroeste de la isla Gran Malvina. Es por ello que los mapas neerlandeses de la época mostraban el nombre de Sebald eilanden.
En 1690, el inglés John Strong navegó entre las dos islas principales y desembarcó brevemente el 27 de enero. Strong bautizó al estrecho de San Carlos con el nombre de Falkland Channel. A principios del siglo XVIII los franceses organizaron sucesivos viajes de exploración a las Malvinas.

### Intereses británicos y franceses

#### La fallida expedición de 1749
En 1749 el Almirantazgo británico, a cargo de George Anson, organizó una expedición con el objetivo aparente de hacer descubrimientos en los mares de América del Sur y efectuar un relevamiento de las costas de Malvinas. Sin embargo, el verdadero propósito de la expedición era establecer una base naval, que podría ser utilizada para atacar tanto al comercio español, como a las colonias de América. El proyecto llegó a oídos de Ricardo Wall, embajador de España en el Reino Unido, quien lo protestó de inmediato.
Ante la persistente negativa de España, el gobierno británico aceptó cancelar la expedición en 1749. Durante este incidente diplomático no se discutió la soberanía sobre las islas, sino solo sobre si los británicos tenían derecho a navegar libremente por los mares del sur. La presentación del proyecto al gobierno español demuestra que el Reino Unido era consciente de que los tratados vigentes le impedían navegar por esas regiones. También reconocían la soberanía española de las islas y por esa razón disfrazaron su expedición con un pretexto científico. España negó la solicitud británica por razones de conveniencia y por considerar falso el argumento del interés científico.

#### Bougainville funda Puerto Luis

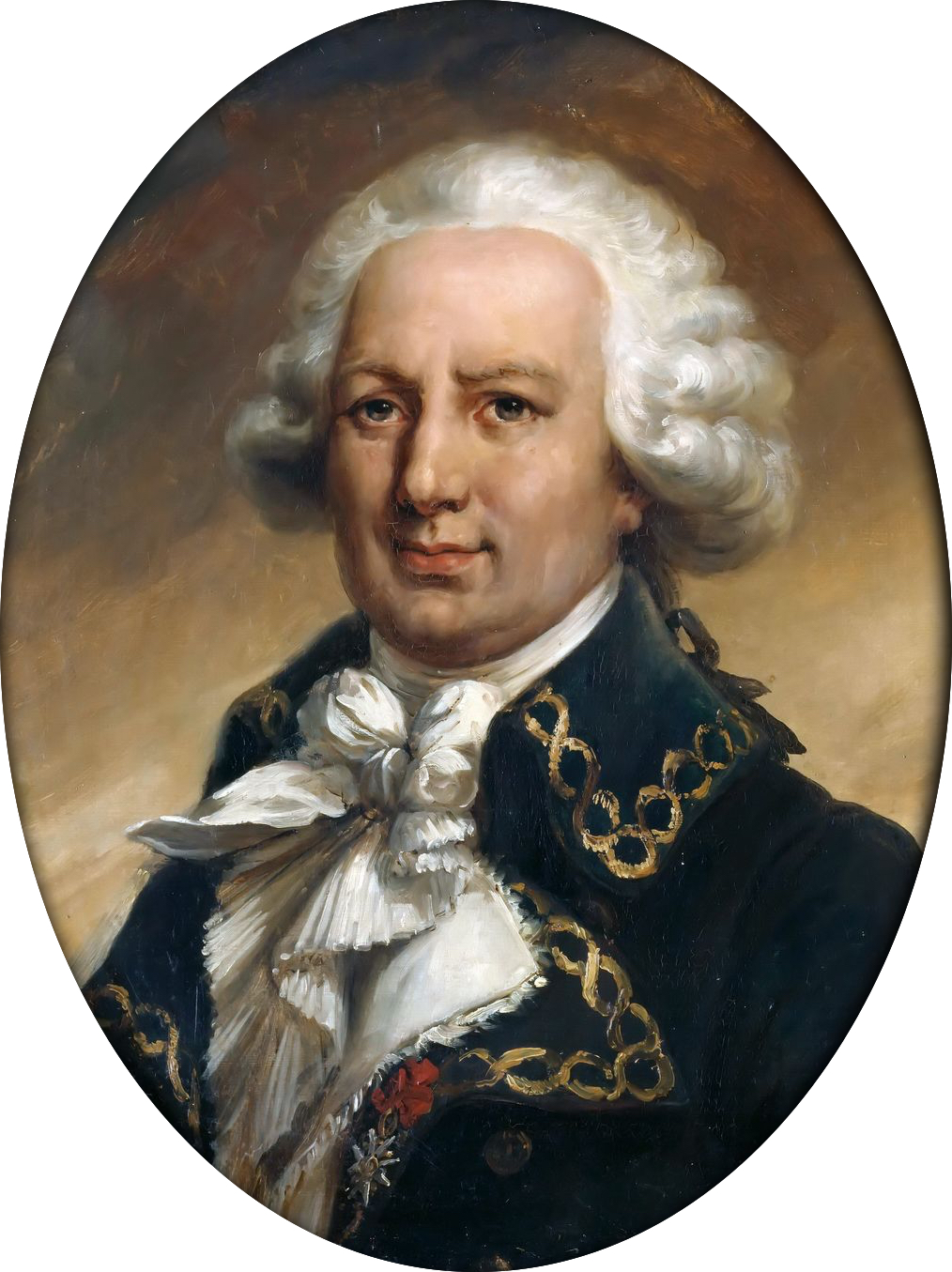
Louis Antoine de Bougainville, el primer colonizador de Malvinas.

El 15 de septiembre de 1763 una expedición francesa comandada por Louis Antoine de Bougainville zarpó del puerto francés de Saint-Maló con el objetivo de establecer una colonia en las islas Malvinas. La empresa contaba con el consentimiento del monarca francés Luis XV y era parte de los planes de expansión colonial promovidos por Étienne François de Choiseul.
Los dos barcos con provisiones y familias acadianas realizaron una escala en Montevideo, donde fue recibidos por el gobernador de la plaza, José Joaquín de Viana. Pese a que España y Francia eran aliadas y estaban unidas por el Pacto de Familia, los franceses no tenían autorización para formar colonias en América del Sur. El funcionario español intentó averiguar el motivo y destino de la expedición, pero los franceses lo ocultaron, manifestando que se dirigían a la India.
Louis Antoine de Bougainville llegó a las islas Malvinas el 31 de enero de 1764. El fuerte militar de Puerto Luis fue erigido el 17 de marzo de 1764 y la ceremonia formal de toma de posesión se realizó el 5 de abril del mismo año. Puerto Luis tenía una población de 29 colonos. El acta de posesión fue ratificada por Luis XV el 12 de septiembre de 1764, argumentando que las islas fueron descubiertas por navegantes de Saint-Maló, de donde proviene el nombre Malouines, castellanizado a Malvinas.
El 8 de abril de 1764 Bougainville partió rumbo a Francia para buscar más provisiones y colonos. A principios de 1765 realizó un segundo viaje con 130 colonos. De esta forma, la población del archipiélago ascendía a 150 personas. Bougainville permaneció en Malvinas entre enero y abril; durante esos meses exploró la costa patagónica en busca de madera.

### Ocupación española de las islas
El 8 de abril de 1758, el gobernador de Chile y próximo Virrey del Perú, Manuel de Amat y Juinent, siendo Presidente de la Real Audiencia de Santiago envía unas notas geográficas al Secretario del Despacho de Marina e Indias, el bailío fray Julián de Arriaga y Ribera hablando inexactamente sobre la ubicación de las islas:

Desuerte que no puede dudarse de la [v] existencia de este terreno, ni menos de su ubicación […] El susurro que ya anda en este País, es de haverse poblado y establecido en este sitio una Colonia Inglesa de que ay una carta escrita de Londres participándoselo à un Ingles llamado Dn David, uno de los que se quedaron en estas partes prisioneros por el naufragio que padeció uno de los navíos de Jorge Anson en esta costa, y q a la saxon está incorporado à la Religión Catholica […] Las bentajas qe logrará esta nación, o qualquiera otra encaso de ser cierta (Dios no lo permita) esta relacion son tan visibles como imponderables las funestas resultas de estos dominios
Manuel de Amat y Junyent

Hasta ese momento el archipiélago fue confundido con otras islas, por lo que Manuel de Amat se empeña en saber su verdadera ubicación, pensando que está en 48º de latitud sur (al este de San Julián). Además se rumorea la existencia de un posible asentamiento británico en el archipiélago malvinense, señalando "Como la noticia de esta nueva colonia no tiene todos los componentes de su certeza, no se formaliza su aviso en un informe: y solo se reduce a esta nota.." George Anson se estaba planteando ir a Malvinas en 1749, por lo que los británicos notifican a España, y ante la protesta del embajador Ricardo Wall y la misión no se lleva a cabo.

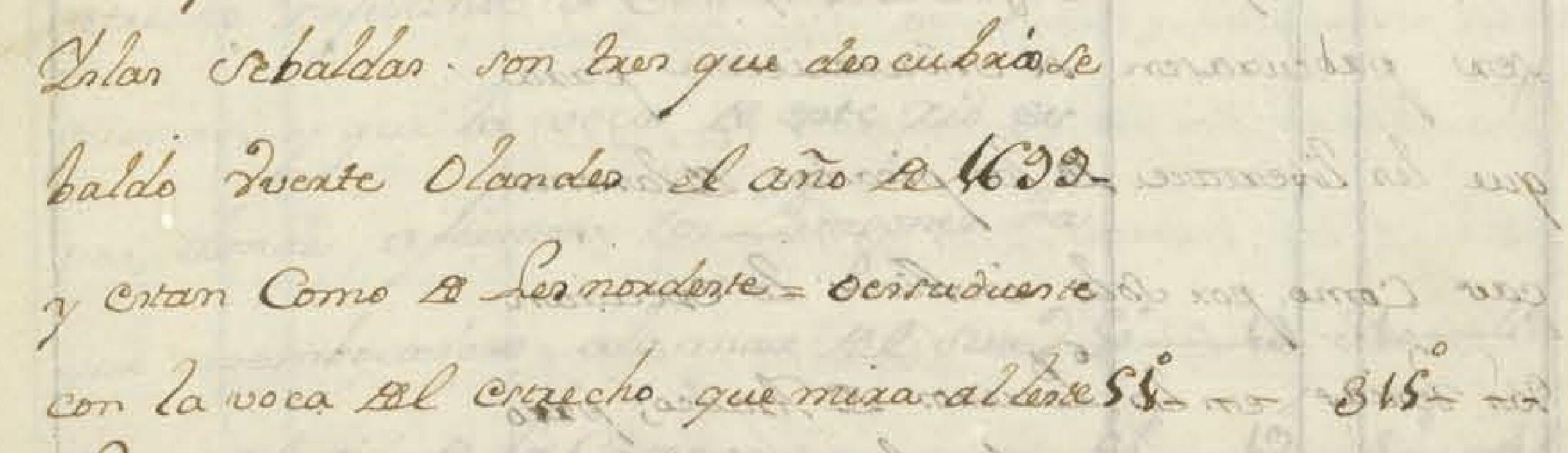
Las islas Sebaldas fueron incluidas en el libro Historia geográfica e hidrográfica, con derrotero general correlativo al plan del Reino de Chile por el virrey del Perú Manuel de Amat y Junyent.

El 26 de abril de 1761, el Virrey del Perú y exgobernador de Chile, Manuel de Amat y Juinent, envió al Consejo de Indias y la Corte un informe llamado Historia geográfica e hidrográfica del Reino de Chile en donde se incluía el Chile Moderno (Patagonia) con una descripción explícita de la costa atlántica como parte de su jurisdicción, así como también un plano de diez pliegos con todo el extremo sur del continente, inclusive el Estrecho de Magallanes, Tierra del Fuego y las islas Malvinas, las cuales además aparecen mencionadas con su antiguo nombre de "islas Sebaldas" como parte del reino de Chile. El mapa incluido en el documento aparece aprobado por el Consejo de Indias, existiendo un acuso de recibos con una nota de agradecimiento del 16 de noviembre de 1761.
España y Francia habían llegado en 1765 a un acuerdo para el reconocimiento de las islas Malvinas como posesión española que incluía una indemnización por gastos realizados a Louis Antoine de Bougainville, el coronel francés que fundó la colonia pesquera y foquera de Port Saint Louis en la isla Soledad.
El 2 de octubre de 1766 el rey Carlos III de España dictó una real cédula por la cual creó la gobernación de las Islas Malvinas como dependencia del gobernador y capitán general de Buenos Aires -en ese momento Francisco de Paula Bucarelli y Uruzúa- nombrando al capitán de navío Felipe Ruiz Puente como primer gobernador del territorio.
Dos días después, el 4 de octubre, cuando el rey manda a Ruiz Puente a las islas, declara: 

[...] he resuelto que paseis con las fragatas Liebre y Esmeralda d vro mando a las referidas Islas, que os seran entregadas por el Gov que en ellas se encuentra, en virtud de las ordenes de aquel soberano [Luis XV] que con vos se le remiten. Y hallandome enterado de vrs servicios juicio y acreditada conducta, he tenido a bien elegiros y nombraros para esta Comision y Subesequente mando de aquellas Islas en calidad de Governador de ellas; en cuia virtud os ordeno que haciendoos luego a la vela y con escala en Montevideo para probeeros halli de los viveres y demas efectos y otros auxilios de que en separadas órdenes se os [v] instruye y combenido con el governador y Capitan General de la Provincia de Buenos Aires a cuias ordenes deveis estar, (declarando como desde ahora declaro el Govierno de las Malvinas dependencia de aquella Capitania General) sobre la correspondencia y providencias ulteriores que combenga establecer os dirijais a las enunciadas Islas Malvinas, y inmediatamente que llegueis presenteis a su actual governador la orden que llevais de SM Christianissima para qe os entregue aquella posesion y berificado este acto procedais a los relativos dél. También os prevengo que a todos los Individuos que alli se encuentren de qualquiera clase, oficio o condicion que sean que quieran quedarse vajo mis real dominio los admitais en los mismos teniendo constancias destinos y sueldos con que se hallan por su actual constituzion y que dispongays que en las citadas fragatas se embarquen para ser transferidas a Europa las familias y demas individuos franceses que no se acomoden a quedar en las Malvinas. Por tanto mando a todos los oficiales Ministros, sargentos, cabos, soldados y demas dependientes de las expresadas Islas Malvinas que constan y existieren en ellas, os respeten y reconoscan por su Governador obedeciendo las ordenes que les diereis de mi servicio pr escritto y de palabra sin replica ni dilasion y que os guarden y hagan guardar todas las preeminencias y gracias que os tocan que asi a mi voluntad.
Carlos III de España

 Desde ese momento de 1766, las islas que España consideraba una posesión patagónica quedarían sometidas a la Gobernación de Buenos Aires. El 29 de septiembre del año siguiente, el Rey remitió al Gobernador de Chile, Antonio de Guill y Gonzaga, las noticias sobre las islas que se hicieran llegar a Ruiz Puente.
Desde 1766, año en que fue nombrado el primer gobernador español, Felipe Ruiz Puente, se sucedieron en forma ininterrumpida 32 gobernadores que residían permanentemente en Puerto Soledad y dependían directamente de las autoridades españolas residentes en Buenos Aires. El 10 de junio de 1770 una flota española con la misión de desalojar a los británicos de las posiciones en las islas Malvinas, pertenecientes por jurisdicción al Virreinato de la Plata, rindió a la guarnición inglesa que había tomado meses antes posesión del enclave de las Malvinas en nombre de su Majestad Británica. España logró de forma oficial la expulsión de los británicos en el marco de los acuerdos llamados Convenciones de Nutca, firmados entre 1790 y 1794.
El asunto de la presencia británica en la Sudamérica Austral se convierte en una problemática para la Monarquía Hispánica con otras monarquías, como también para el gobierno del virreinato peruano y de la gobernación de Buenos Aires y la capitanía general de Chile. No deja de llegar información y advertencias a Palacio por el año de 1767 y se envían notas al virrey del Perú, al Presidente de Chile, al Gobernador de Buenos Aires y al de Malvinas.

forzosa consecuencia de sus intereses y magsimas de su Govierno… (los ingleses no podían dejar de anhelar asentarse y) establecerse en algunos de muchos puestos que dominan este mar del sur (siguiendo los mismos procedimientos que implementaron para establecerse en el norte) …aposesionandose de las gargantas y forzosos pasos de las Islas de Varlovento, seno Mexicano y canal de Bahama, cuando nuestras flotas y Galeones viajavan y retornavan por aquel rumbo: como creo haver tenido el honor de significarlo a su magestad otras veces
Manuel de Amat y Junyent

 Para Amat, quien ya había asumido como virrey peruano, su objetivo no era "hacer otros Progresos que suenen a Conquista" internándose en la Patagonia o Paraguay, sino el encontrar un buen sitio para fundar un asentamiento ventajoso en tiempos de guerra y de paz. Además piensa que los británicos han tomado contacto con los indígenas patagones.

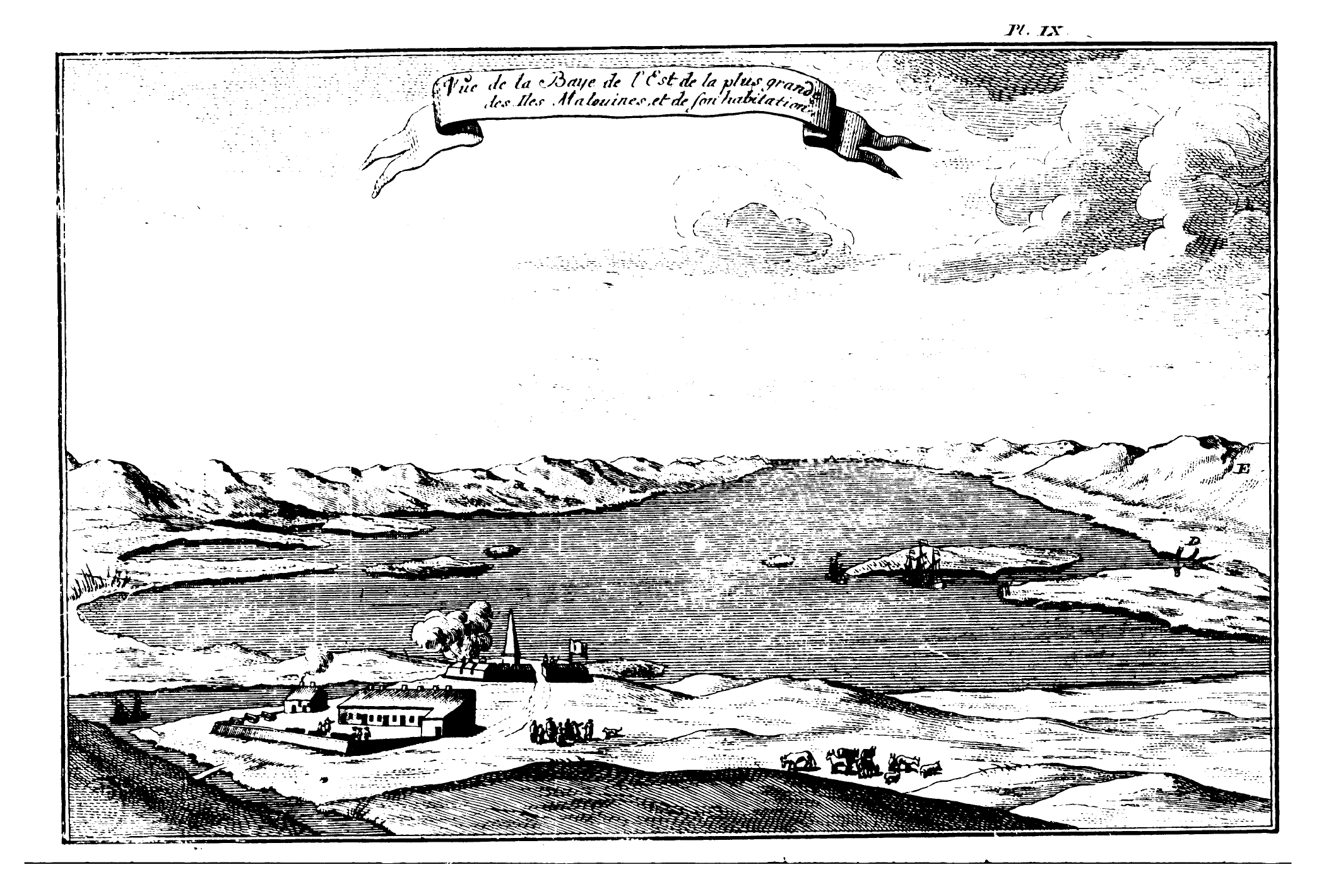
El original asentamiento de Puerto Soledad. Dom Pernety, 1769.

El luego virrey del Perú, Francisco Gil de Taboada (o Francisco Gil de Lemos y Taboada), fue el último gobernador y permaneció como comandante hasta el 1 de febrero de 1777, fecha en que asumió el teniente de navío Ramón de Carassa y Souza, dependiente ya del virrey del Río de la Plata. A él le sucedieron anualmente 28 comandantes hasta que el segundo piloto de número de la Real Armada Pablo Guillén Martínez, último comandante español de las islas las evacuó el 13 de febrero de 1811 por orden de Gaspar de Vigodet, gobernador de Montevideo (último bastión español en el Río de la Plata).

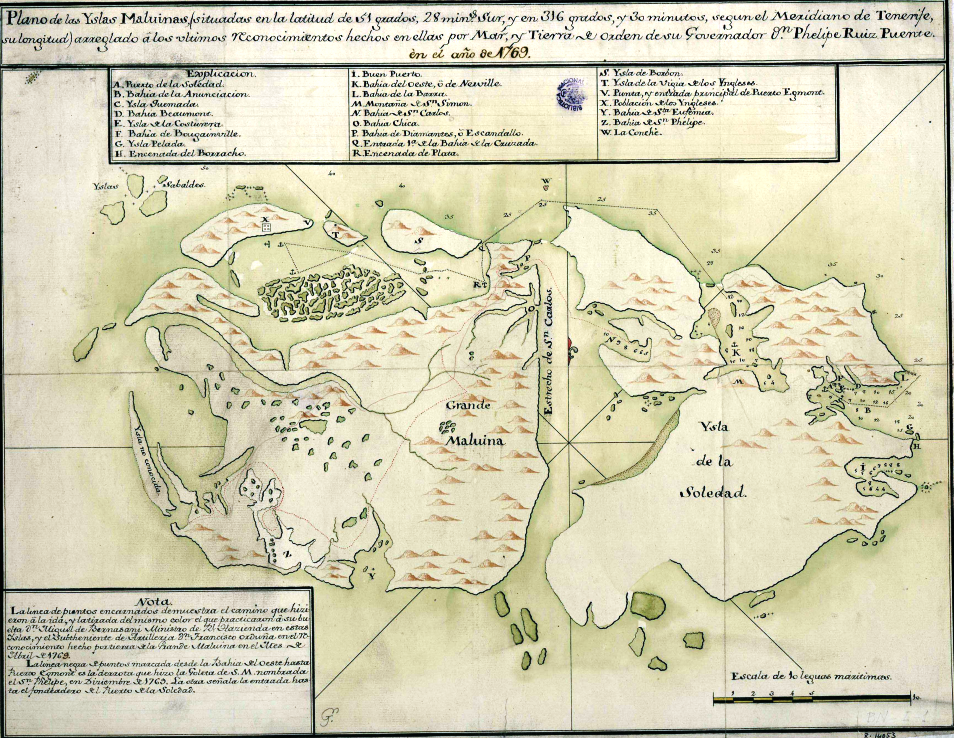
Plano de las Yslas Malvinas - Real Escuela de Navegación de Cádiz, ca. 1770.

La gobernación española terminó como resultado de la invasión napoléonica y la independencia de las provincias americanas.
La guarnición española de Puerto Soledad se trasladó a Montevideo en 1811 a bordo del bergantín Gálvez con el fin de luchar contra el gobierno insurgente de Buenos Aires. La orden firmada por Francisco Javier de Elío se transmite al ministro de Estado de su Majestad el 18 de marzo de 1811. La resolución de retirar el destacamento se toma el 8 de enero de 1811 en la Junta de Guerra presidida por Gaspar de Vigodet, capitán general y gobernador de Montevideo. Se produjo la total despoblación de las islas Malvinas.
Las Cortes de Cádiz aprobaron el 30 de marzo de 1812 el acuerdo de la Junta de Guerra de abandonar las islas.

### Ocupación argentina de las islas

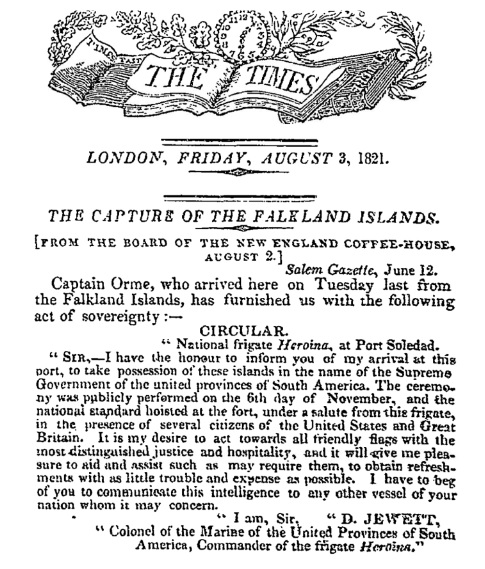
La toma de posesión argentina de 1820 se conoció en el Reino Unido a través de los informes del célebre explorador británico James Weddell. La noticia también fue publicada en The Times el 3 de agosto de 1821. El Reino Unido no protestó la ocupación argentina en 1820, ni realizó reserva de soberanía al firmar el (aún vigente) Tratado de amistad, comercio y navegación de 1825.

Argentina considera basándose en el Uti possidetis iuris que pasó a ser heredera de la soberanía española en las islas. En 1820 el gobierno de la provincia de Buenos Aires envió una fragata a tomar posesión y reafirmar sus derechos en las Malvinas, como sucesión de España, nunca sobre las islas Georgias y Sandwich del sur ni sobre la Antártida,  reclamos añadidos en el siglo XX en distinta fecha,. Desde 1823 concedió a Luis María Vernet la explotación de recursos de las islas. El 10 de junio de 1829 se creó la Comandancia Política y Militar de las Islas Malvinas con asiento en la isla Soledad y jurisdicción indefinida en las islas adyacentes al cabo de Hornos. El 30 de agosto de 1829 Vernet fundó Puerto Luis.

### Ocupación británica de las islas

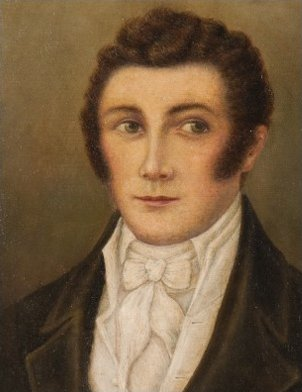
Retrato del gobernador argentino Luis E. Vernet (1792-1871).

Las actividades de contralor que Vernet llevó a cabo contra barcos balleneros hicieron que la corbeta de guerra Lexington de los Estados Unidos destruyera las instalaciones de Puerto Soledad. El 2 de enero de 1833 llegó la fragata de guerra británica HMS Clio, al mando del capitán John James Onslow, quien comunicó al jefe argentino que iba a reafirmar la soberanía británica y retomar posesión de las islas en nombre del rey del Reino Unido. El capitán de la goleta Sarandí, José María Pinedo, no se consideró en condiciones de resistir y optó por embarcar a sus hombres y retornar a Argentina. Al día siguiente desembarcaron las fuerzas británicas, izaron su pabellón y arriaron el que había dejado Pinedo, tomando posesión de las Malvinas. No fue hasta que comenzó a desarrollarse la industria ganadera, con la introducción de ovejas en un modelo de concentración de la propiedad a través de la Falkland Islands Company, que la ocupación británica se pudo consolidar.

### Batalla naval de las Malvinas
La batalla de las islas Malvinas fue un combate naval librado el 8 de diciembre de 1914, a principios de la Primera Guerra Mundial, entre la escuadra alemana victoriosa en la anterior batalla de Coronel, frente a las costas de Chile, y una escuadra británica fondeada en Stanley. El combate terminó con victoria británica y, destruida la flota alemana y muerto su comandante, el conde Maximilian von Spee, el resultado decantó la campaña de ultramar del lado de los Aliados.

### Operativo Cóndor
El 28 de septiembre de 1966, un comando formado por 18 estudiantes, obreros, sindicalistas y periodistas argentinos, realizó una ocupación simbólica de las islas denominada Operativo Cóndor. Con este propósito desviaron un avión de transporte de pasajeros de Aerolíneas Argentinas obligando a su comandante a aterrizar en las islas Malvinas. Allí desplegaron banderas argentinas y distribuyeron material impreso reivindicando la soberanía argentina sobre las islas. Luego de repatriados, los integrantes del grupo fueron procesados en noviembre de 1966 en Tierra del Fuego por este hecho.

### Guerra de las Malvinas

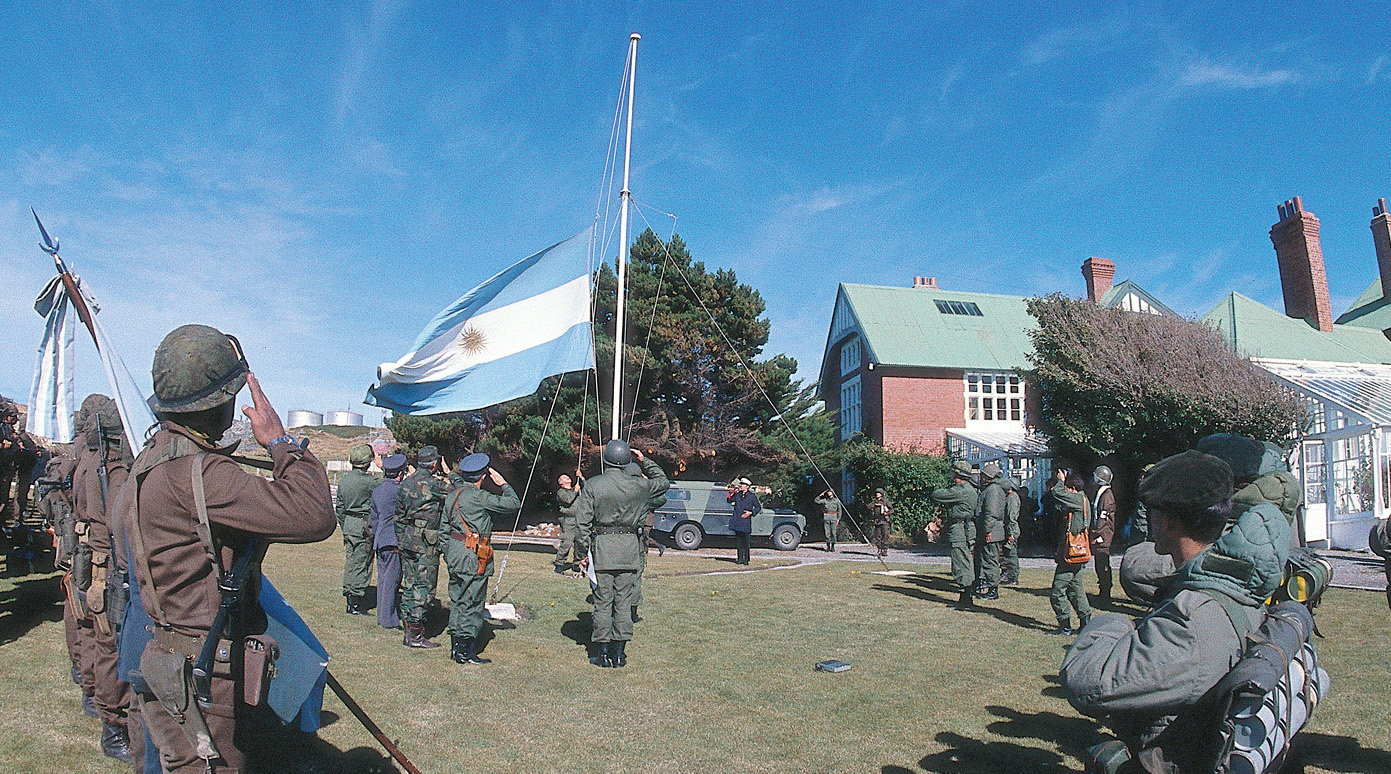
Izado de la bandera argentina tras el desembarco en las islas Malvinas.

A principios del año 1982 la Junta Militar que gobernaba la Argentina ordenó la invasión de las islas Malvinas, Georgias del Sur, y Sandwich del Sur.

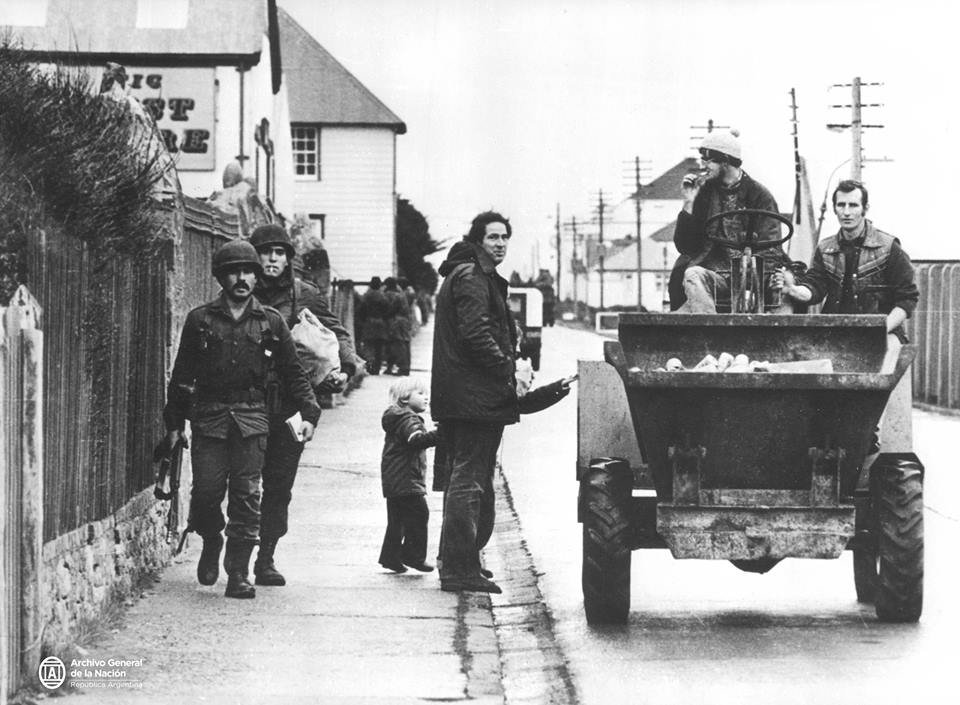
Kelpers y soldados argentinos, abril de 1982.

El 2 de abril las Fuerzas Armadas argentinas desembarcaron en Stanley y desalojaron al Gobierno británico. La Argentina se estableció con una gobernación militar, además de una gran fuerza militar, todo ello encabezado por el general de brigada Mario Benjamín Menéndez.

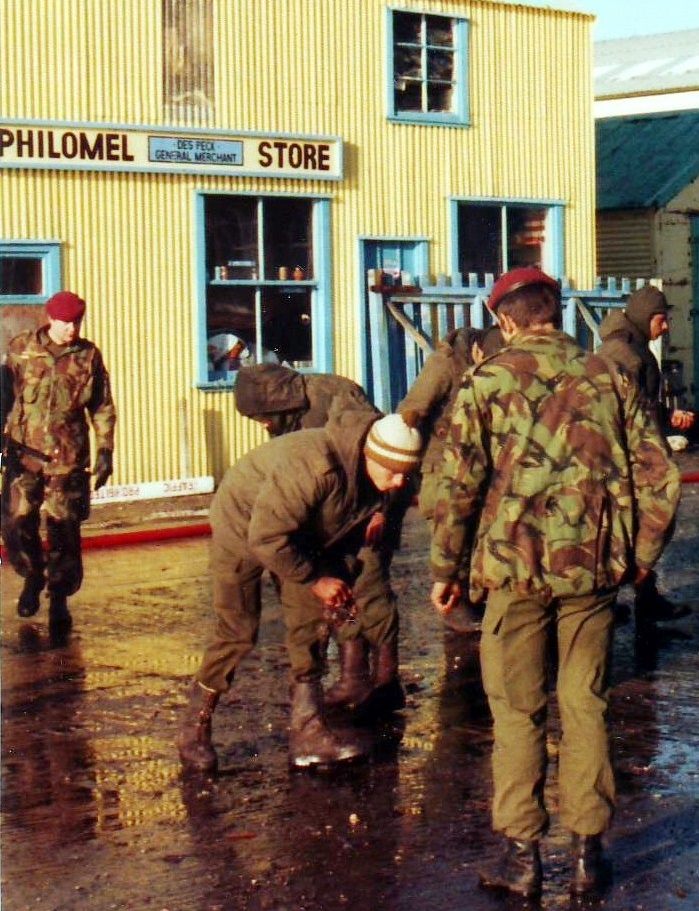
Junio de 1982.

En mayo y junio de 1982 iniciaron las batallas que dieron como resultado un total de 649 argentinos muertos y 255 británicos muertos.
El 14 de junio las Fuerzas Armadas británicas habían alcanzado las proximidades de Puerto Argentino/Stanley y la Argentina se rindió.

## Aspectos políticos y gobierno
Para el Reino Unido, administrativamente Puerto Argentino/Stanley (Stanley) es la capital del territorio británico de ultramar de estas islas, que es un territorio dependiente y no autónomo bajo administración del Reino Unido.
Para la República Argentina, que reclama la soberanía de las islas Malvinas, las islas forman parte del departamento Islas del Atlántico Sur de la provincia de Tierra del Fuego, Antártida e Islas del Atlántico Sur, cuya capital es Ushuaia.

### Gobierno

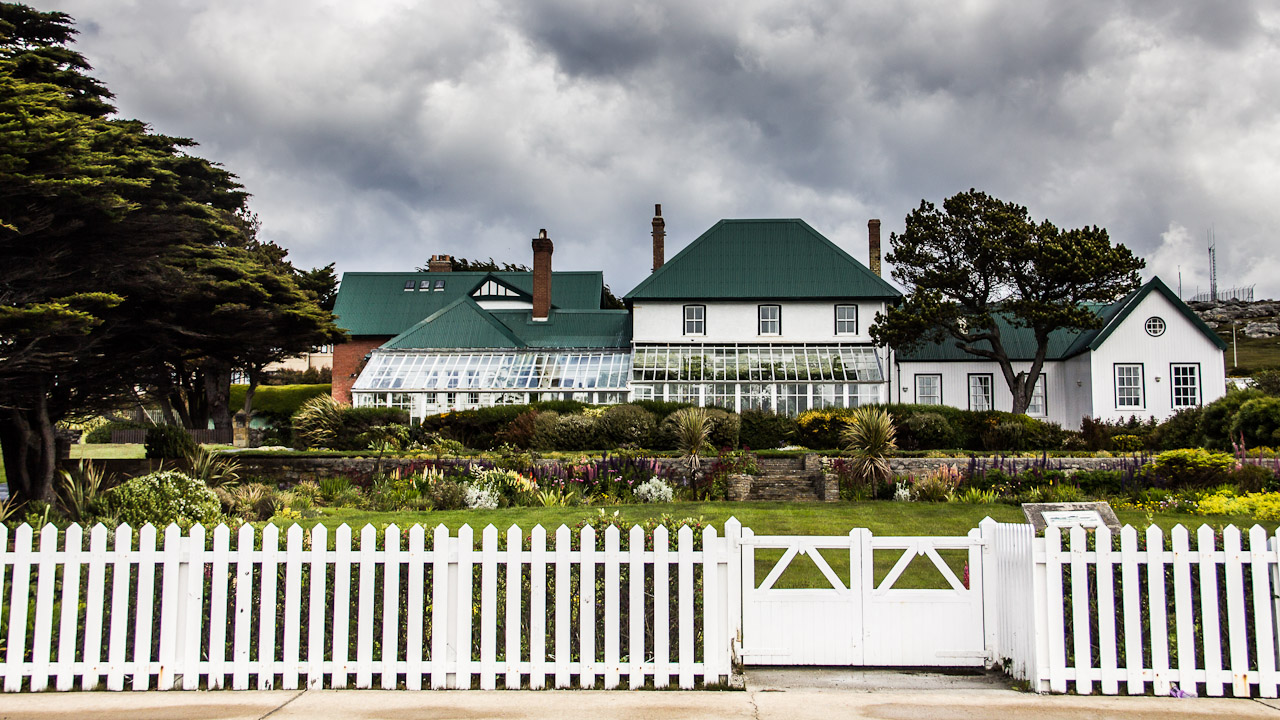
La Casa de Gobierno, en Puerto Stanley, es la residencia oficial del gobernador británico.

El poder ejecutivo del territorio británico de ultramar reside en el rey Carlos III del Reino Unido, pero en la práctica es ejercido «en nombre de Su Majestad y en representación de Su Majestad» por un gobernador designado por el rey.
El gobernador británico solo puede actuar en la instrucción del Consejo Ejecutivo (o el secretario de Estado británico en algunos casos excepcionales). El Consejo Ejecutivo (que tiene como presidente al gobernador) está constituida por el jefe ejecutivo (designados por el gobernador con el asesoramiento del Consejo Ejecutivo), el director de finanzas y tres miembros electos de la Asamblea Legislativa.
Según la Constitución del territorio, el Reino Unido es responsable de las relaciones exteriores de las islas, conservando el poder «para proteger los intereses del Reino Unido y de garantizar la buena gobernanza general del territorio». El Consejo Ejecutivo tiene jurisdicción sobre la mayoría de los asuntos internos. No obstante, en circunstancias excepcionales y con la autorización del gobierno del Reino Unido en Londres, el gobernador británico puede suspender la Constitución y tomar el control total de las islas.
La Asamblea Legislativa, el poder legislativo unicameral, consiste del jefe ejecutivo, del director de finanzas y de ocho miembros (cinco de Puerto Argentino/Stanley y tres de Camp) elegidos para mandatos de cuatro años por sufragio universal. Todos los políticos en las Islas Malvinas son independientes, no existen partidos políticos en el archipiélago. Desde la elección general de 2013, los miembros de la Asamblea Legislativa reciben un salario y trabajan a tiempo completo, igualmente, están obligados a desistir de cualquier otro empleo.

### Disputa sobre la soberanía de las islas Malvinas
La soberanía de las islas Malvinas ha estado en conflicto desde 1833 entre el Reino Unido y la República Argentina. Desde 1946 están incluidas en la lista de las Naciones Unidas de territorios no autónomos bajo supervisión del Comité de Descolonización, con el fin de examinar la situación con respecto a la aplicación de la Declaración sobre la concesión de la independencia a los países y pueblos coloniales, por lo que la situación de las islas es examinada anualmente por el Comité de Descolonización desde 1965.

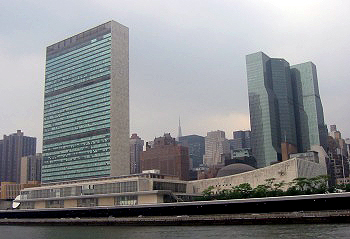
Sede de las Naciones Unidas en Nueva York

Para la Organización de las Naciones Unidas la soberanía está en litigio, tanto de las islas como de sus espacios marítimos circundantes, aunque hasta que ambas partes resuelvan el contencioso pleito, se acepta que continúe la administración local en manos del Reino Unido, para quien las Malvinas constituyen un territorio de ultramar. Argentina rechaza la administración británica sobre las Malvinas, a las que considera una «parte integral e indivisible de su territorio que se halla ocupada ilegitimamente por una potencia invasora». En tal sentido las establece como parte de la provincia de Tierra del Fuego, Antártida e Islas del Atlántico Sur, en donde son agrupadas junto con las islas Georgias del Sur, Sandwich del Sur y Orcadas del Sur en el departamento Islas del Atlántico Sur.
El continuo reclamo argentino sobre los archipiélagos del Atlántico Sur ha quedado plasmado en la disposición transitoria primera de la Constitución de 1994, que dice:

La Nación Argentina ratifica su legítima e imprescriptible soberanía sobre las islas Malvinas, Georgias del Sur y Sandwich del Sur y los espacios marítimos e insulares correspondientes, por ser parte integrante del territorio nacional.
La recuperación de dichos territorios y el ejercicio pleno de la soberanía, respetando el modo de vida de sus habitantes, y conforme a los principios del Derecho Internacional, constituyen un objetivo permanente e irrenunciable del pueblo argentino.

El Reino Unido no siempre ha rechazado cualquier negociación sobre la soberanía de las islas. Durante 15 años se han mantenido activas negociaciones entre Argentina y el Reino Unido, con la transferencia de soberanía puesta sobre la mesa. Tras la guerra de 1982, el gobierno británico modificó su postura y ha repetido la misma fórmula protocolar: «There can be no negotiations on the sovereignty of the Falkland Islands unless and until such time as the islanders so wish» («no puede haber negociaciones sobre la soberanía de las islas Malvinas a menos que y hasta que los isleños así lo desearen»).
Aunque el Reino Unido manifiesta públicamente que:«The United Kingdom has no doubts about its sovereignty over the Falkland Islands» («el Reino Unido no tiene dudas acerca de su soberanía sobre las islas Malvinas»), esta afirmación se contradice con las negociaciones que mantuvo con la Argentina y con los informes que elaboró en sucesivas oportunidades el Foreign Office. En 1981 el Research Department del Foreign & Commonwealth Office sorprendió a los funcionarios al afirmar que los derechos británicos se basan «casi por completo en la ocupación continua de 148 años».

## Geografía

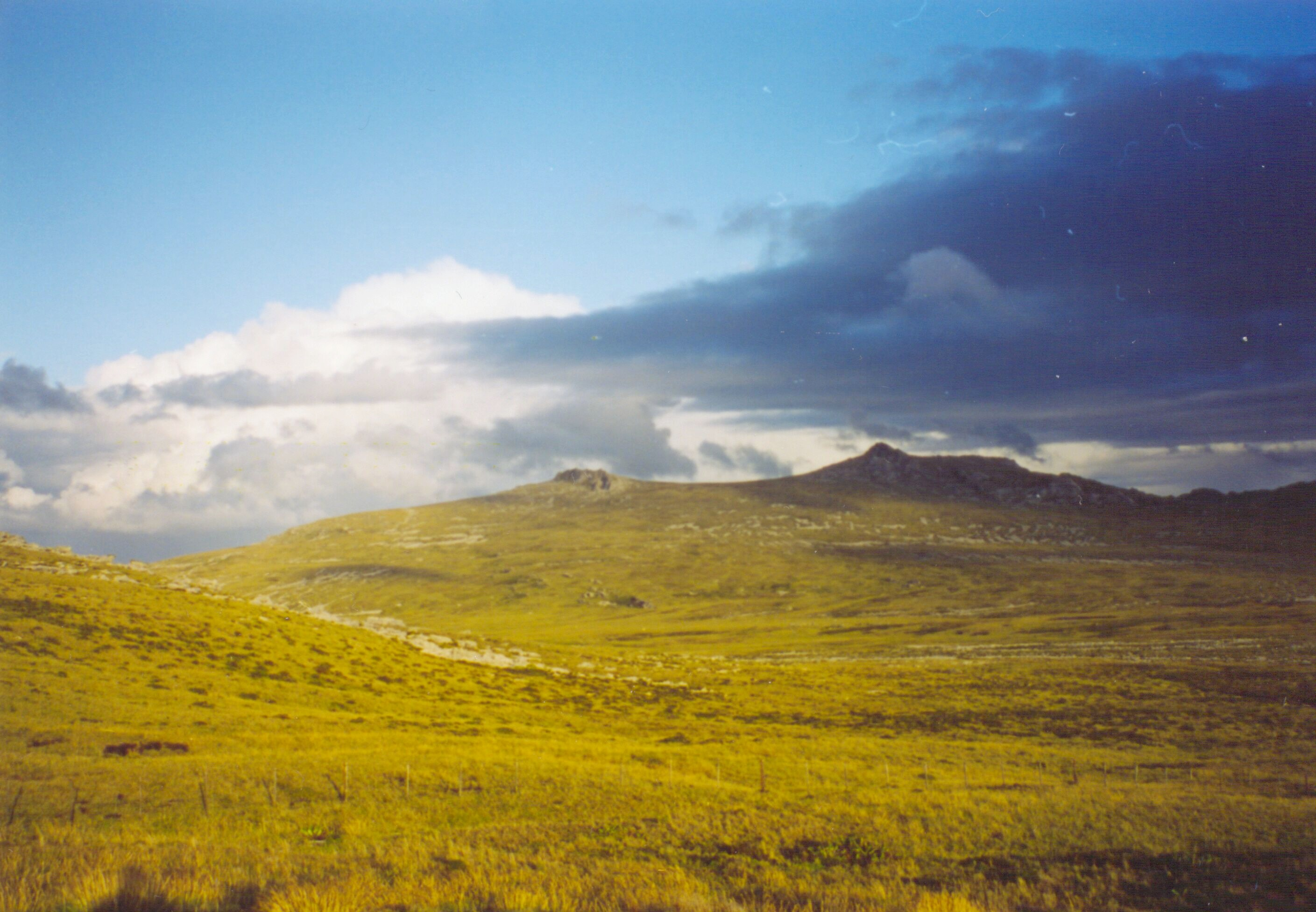
Tierra del interior.

El archipiélago de las Malvinas está formado por algo más de doscientas islas. De todas estas destacan dos islas consideradas las principales: la isla Gran Malvina al oeste, con una superficie de 4377 km²; y la isla Soledad al este, con 6353 km². Existen gran cantidad de pequeñas islas e islotes satélites: la más aislada es la pequeña isla Beauchene a unos 55 kilómetros al sur de la punta del Toro o punta de la Marsopa en el extremo meridional de la isla Soledad. Algunos de esos grupos satélites conforman verdaderos archipiélagos, tales como los de las islas Sebaldes o Sebaldinas al noroeste de la isla Gran Malvina. Al sur de las Malvinas se encuentra a poca profundidad el banco Burdwood o Namuncurá, en el cual las prospecciones indican la existencia de un rico conjunto de yacimientos mineros, incluyendo los de hidrocarburos.

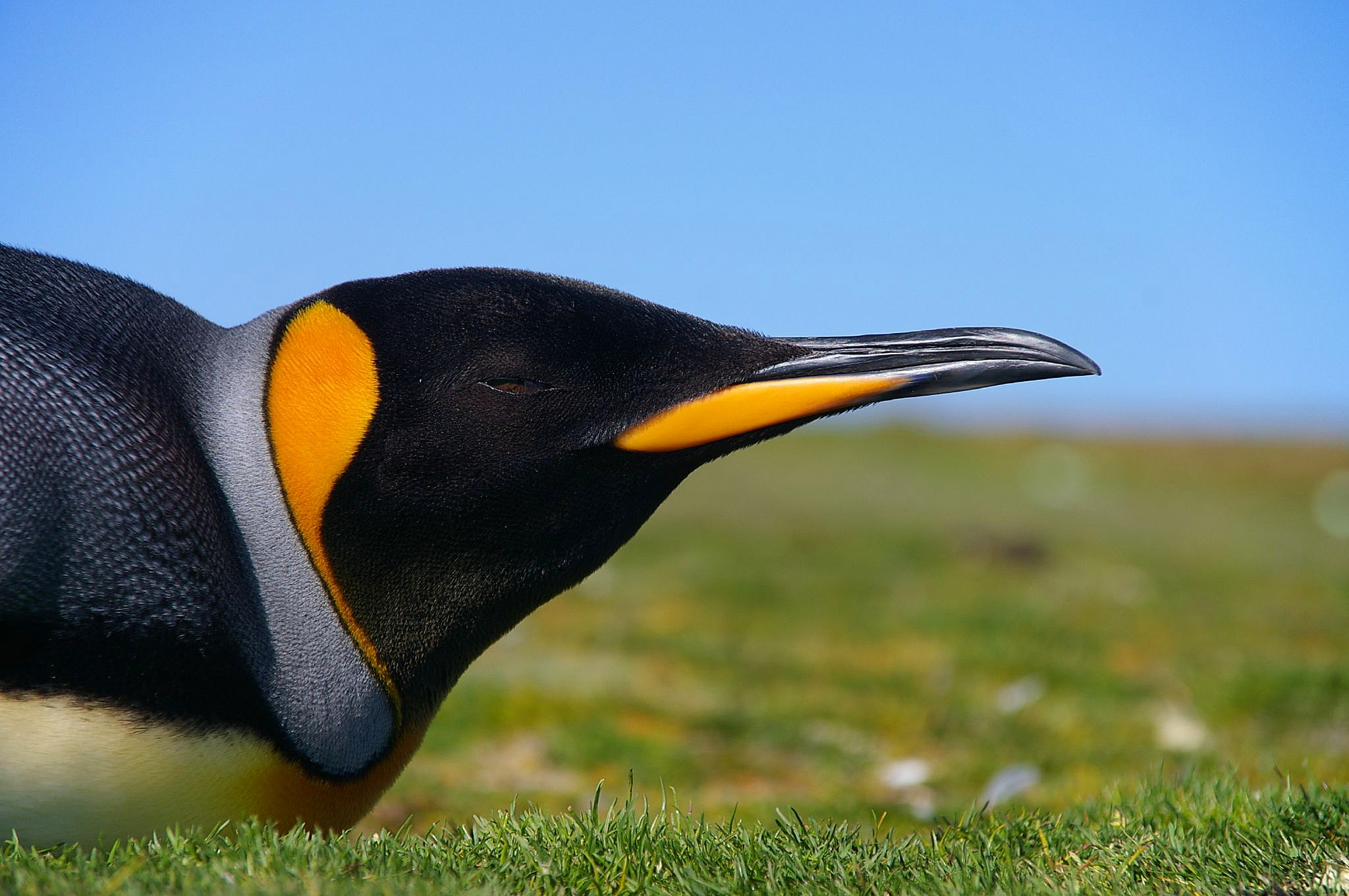
Pingüino rey en la isla Gran Malvina.

- Ubicación geográfica: sur de Sudamérica. En la plataforma continental sudamericana en el océano Atlántico Sur.[66]
- Coordenadas geográficas
  - Latitud: -51,45
  - Longitud: -59,00
- Distancias La menor distancia de las islas Malvinas al continente americano se encuentra entre la roca Mintay al sudoeste de la isla Beauchene y el cabo San Juan en la isla de los Estados, a 356,4 km. La principal localidad de las islas Malvinas es Puerto Argentino (Stanley en inglés), esta se encuentra ubicada en la costa oriental de la isla Soledad. Dicha localidad está ubicada a 2310,36 km (en línea recta) de la capital de Argentina, Buenos Aires y a 13 312,74 km de la capital de Reino Unido, Londres.
- Área total: de acuerdo al CIA The World Factbook 2013[67] es de 12 173 km² y de acuerdo al Instituto Geográfico Nacional de Argentina[68] es de 11 410 km². Ambos incluyendo las dos islas principales —Soledad: 6353 km² y Gran Malvina: 4377 km² — y cerca de 200 islas menores.
- Línea de costa: 1288 km (las irregulares costas de las islas proveen buenos puertos naturales).
- Orografía: terreno rocoso de rocas arcaicas, afloramiento del nesocratón del Deseado, cubierto de pastos y musgos, medianamente montañoso, con peñascos y planicies onduladas. Abundan las turberas. Un elemento geográfico característico son los llamados «ríos de piedra», cauces de antiguos ríos que periódicamente se transformaban en pequeños glaciares, dejando estas acumulaciones longitudinales de guijarros y cantos rodados. Bajo la mayoría de los ríos de piedra corre aún agua dulce.

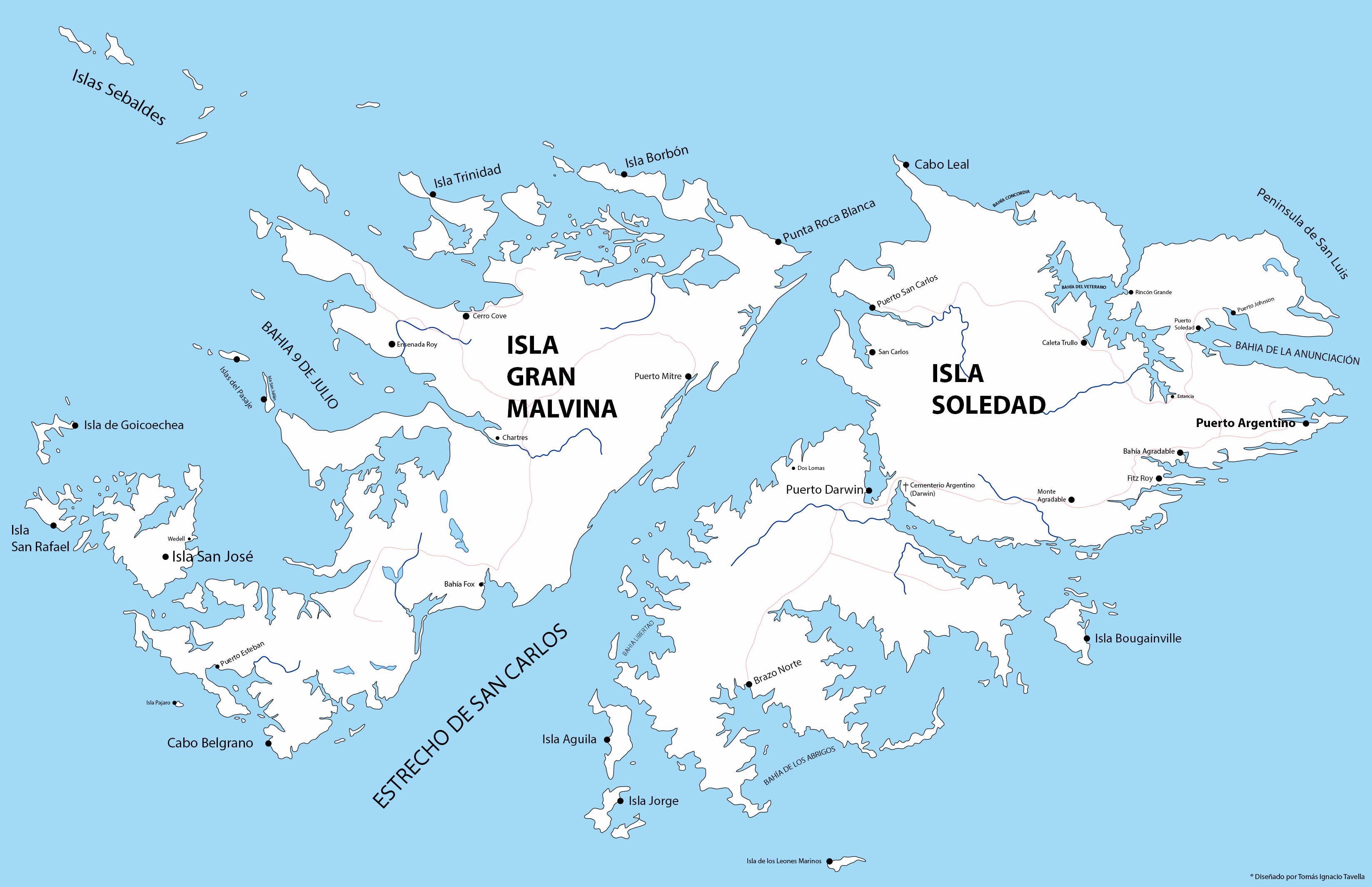
Mapa con la toponimia castellana de las Malvinas.

- Uso de la tierra:
  - Arable: 0 %
  - Cosechas permanentes: 0 %
  - Pasturas permanentes: 99 %
  - Bosques: 0 %
  - Otros: 1 % (1993).

### Puntos extremos
- Norte: 50°59′44″S 61°27′29″O / -50.99556, -61.45806 extremo nororiental de la isla Rasa del Oeste, desde donde se encuentra la menor distancia a un punto no insular del continente americano, la punta Medanosa en la provincia de Santa Cruz a 554,8 km.
- Oeste: 50°59′44″S 61°27′29″O / -50.99556, -61.45806 extremo nororiental de la isla Rasa del Oeste.
- Sur: 52°58′S 59°16′O / -52.967, -59.267 roca Mintay al sudoeste de la isla Beauchene, desde donde se encuentra la menor distancia a un punto del resto del continente americano, el cabo San Juan en la isla de los Estados, a 356,3 km.
- Este: 51°32′S 57°41′O / -51.533, -57.683 roca Uranie al sudeste de la punta Voluntario de la isla Soledad.
- Punto más bajo: 0 m s. n. m..
- Punto más alto: 51°42′01″S 58°49′33″O / -51.70028, -58.82583 cerro Alberdi (Mount Usbourne) en la isla Soledad: 705 m s. n. m.

### Flora y fauna

#### Flora

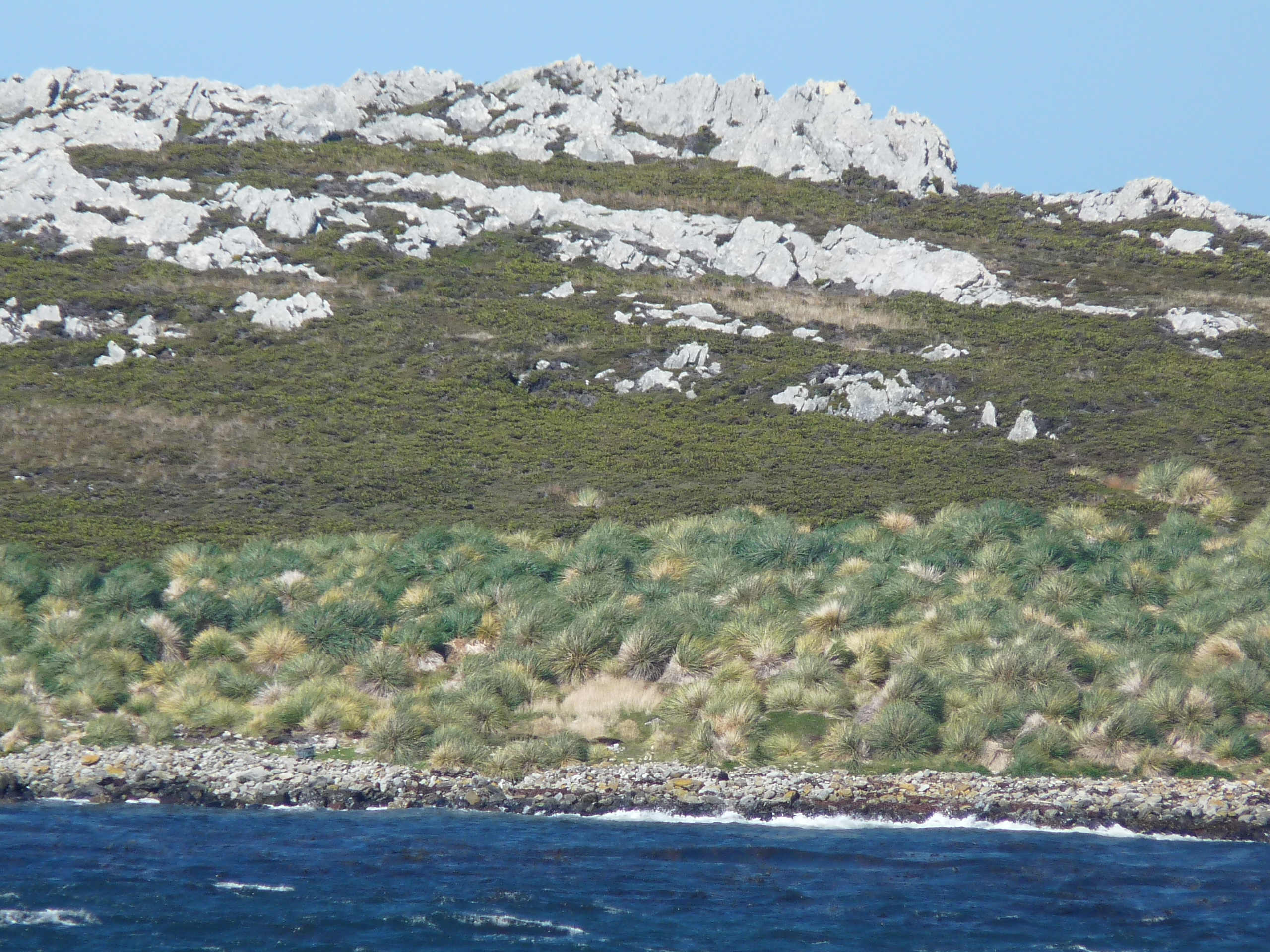
Poa flabellata es autóctona de las islas.

Las islas están cubiertas en gran medida de arbustos que en ciertos puntos alcanza los 2 m de altura. En los páramos se encuentran brezales y musgos que llegan a imbricarse con las abundantes turberas. No se conoce la existencia de una flora arbórea autóctona.

#### Fauna

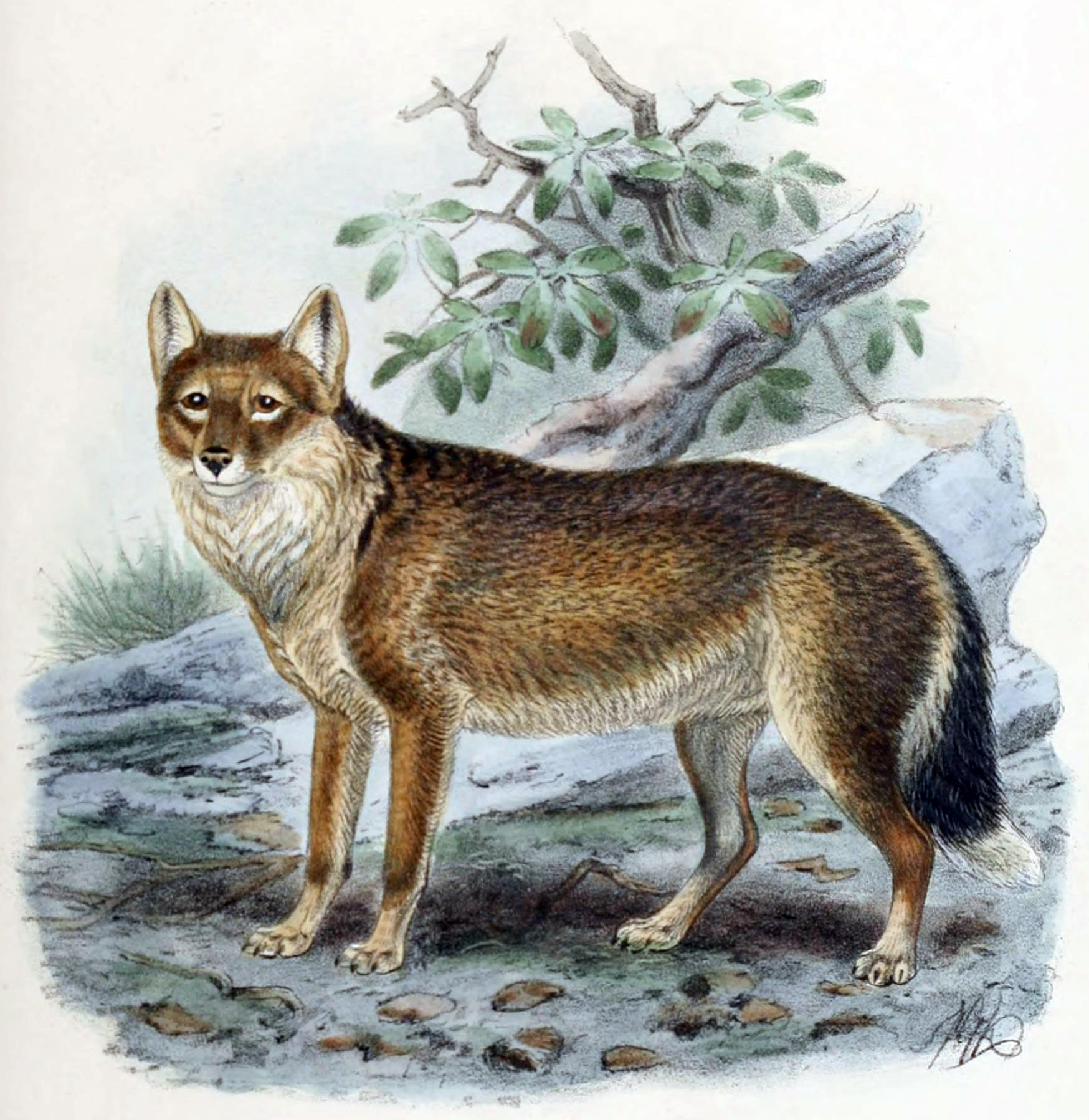
El guará fue el único mamífero cuadrúpedo autóctono de las islas.

Como en las costas patagónicofueguinas o las de las otras islas del Atlántico Sur y de la Antártida Occidental, es abundantísima la fauna litoral: pinnípedos (leones marinos, lobos marinos etcétera), cetáceos (ballena franca austral, delfines, orcas, etcétera) y aves autóctonas (pingüinos de diferentes especies, gaviotas, caranchos, petreles, palomas, skuas, cormoranes, etcétera). Las aguas aledañas son muy ricas en peces comestibles, mariscos, crustáceos y moluscos (pulpos, potas, etcétera).
El único mamífero cuadrúpedo terrestre autóctono, el guará, fue exterminado por los británicos entre 1873 y 1876, también en ese período por ser considerados «plagas» fueron exterminados los chanchos salvajes y las liebres. La fauna de mamíferos terrestre actual es en su totalidad alóctona: animales domésticos y semidomésticos (los caballos y vacunos proceden en gran medida de Argentina), ovinos y recientemente el intento de aclimatación de los renos llevados desde la isla Georgia del Sur.
A mediados de la década de 1990, el biólogo británico Mike Bingham denunció que la sobrepesca y los derrames de petróleo estaban diezmando la población de pingüinos. Por este motivo, Bingham fue perseguido y hostigado por la administración colonial. En 2003 la justicia británica condenó al gobierno de las islas por su accionar. Entre 1980 y 1990 la población de pingüinos en las islas Malvinas se redujo en un 84 %. Desde 1995 la población de pingüino de penacho amarillo y pingüino juanito se estabilizó, pero en un nivel mucho más reducido que el alcanzado antes del establecimiento de las zonas de pesca.

### Clima
Rodeadas por las frías aguas del océano Atlántico Sur, las islas Malvinas tienen un clima oceánico subantártico muy influido por el mar, al tener una temperatura anual de rango estrecho. La temperatura máxima promedio en enero es de 12,8 °C, mientras que en julio es de cerca de 3,9 °C. Más de la mitad del año los días son lluviosos, la precipitación media anual es de 574 mm, pero la isla Soledad es generalmente más húmeda que la Gran Malvina. La humedad y los vientos son constantemente altos y el cielo permanece frecuentemente nublado. La nieve es rara y no se acumula, pero puede producirse en casi cualquier época del año excepto en enero y febrero. Los vientos son muy frecuentes, particularmente en invierno, predominando los fuertes vientos del oeste. El clima es similar a las islas Shetland en el Reino Unido, pero con menos precipitaciones y con inviernos más largos y ligeramente más severos.
| Parámetros climáticos promedio de Puerto Argentino/Stanley, Islas Malvinas (1929-1970) | Parámetros climáticos promedio de Puerto Argentino/Stanley, Islas Malvinas (1929-1970) | Parámetros climáticos promedio de Puerto Argentino/Stanley, Islas Malvinas (1929-1970) | Parámetros climáticos promedio de Puerto Argentino/Stanley, Islas Malvinas (1929-1970) | Parámetros climáticos promedio de Puerto Argentino/Stanley, Islas Malvinas (1929-1970) | Parámetros climáticos promedio de Puerto Argentino/Stanley, Islas Malvinas (1929-1970) | Parámetros climáticos promedio de Puerto Argentino/Stanley, Islas Malvinas (1929-1970) | Parámetros climáticos promedio de Puerto Argentino/Stanley, Islas Malvinas (1929-1970) | Parámetros climáticos promedio de Puerto Argentino/Stanley, Islas Malvinas (1929-1970) | Parámetros climáticos promedio de Puerto Argentino/Stanley, Islas Malvinas (1929-1970) | Parámetros climáticos promedio de Puerto Argentino/Stanley, Islas Malvinas (1929-1970) | Parámetros climáticos promedio de Puerto Argentino/Stanley, Islas Malvinas (1929-1970) | Parámetros climáticos promedio de Puerto Argentino/Stanley, Islas Malvinas (1929-1970) | Parámetros climáticos promedio de Puerto Argentino/Stanley, Islas Malvinas (1929-1970) |
| Mes                                                                                    | Ene.                                                                                   | Feb.                                                                                   | Mar.                                                                                   | Abr.                                                                                   | May.                                                                                   | Jun.                                                                                   | Jul.                                                                                   | Ago.                                                                                   | Sep.                                                                                   | Oct.                                                                                   | Nov.                                                                                   | Dic.                                                                                   | Anual                                                                                  |
| -------------------------------------------------------------------------------------- | -------------------------------------------------------------------------------------- | -------------------------------------------------------------------------------------- | -------------------------------------------------------------------------------------- | -------------------------------------------------------------------------------------- | -------------------------------------------------------------------------------------- | -------------------------------------------------------------------------------------- | -------------------------------------------------------------------------------------- | -------------------------------------------------------------------------------------- | -------------------------------------------------------------------------------------- | -------------------------------------------------------------------------------------- | -------------------------------------------------------------------------------------- | -------------------------------------------------------------------------------------- | -------------------------------------------------------------------------------------- |
| Temp. máx. abs. (°C)                                                                   | 24.4                                                                                   | 23.3                                                                                   | 21.1                                                                                   | 17.2                                                                                   | 14.1                                                                                   | 10.6                                                                                   | 10.0                                                                                   | 11.1                                                                                   | 15.0                                                                                   | 17.8                                                                                   | 21.7                                                                                   | 21.7                                                                                   | 24.4                                                                                   |
| Temp. máx. media (°C)                                                                  | 13.3                                                                                   | 12.8                                                                                   | 11.7                                                                                   | 9.4                                                                                    | 6.7                                                                                    | 5.0                                                                                    | 4.4                                                                                    | 5.0                                                                                    | 7.2                                                                                    | 8.9                                                                                    | 11.1                                                                                   | 12.2                                                                                   | 9.0                                                                                    |
| Temp. media (°C)                                                                       | 9                                                                                      | 9                                                                                      | 8                                                                                      | 6                                                                                      | 4                                                                                      | 2                                                                                      | 2                                                                                      | 3                                                                                      | 3                                                                                      | 6                                                                                      | 7                                                                                      | 8                                                                                      | 5.6                                                                                    |
| Temp. mín. media (°C)                                                                  | 5.6                                                                                    | 5.0                                                                                    | 4.4                                                                                    | 2.8                                                                                    | 1.1                                                                                    | 0.0                                                                                    | -0.6                                                                                   | -0.6                                                                                   | 0.6                                                                                    | 1.7                                                                                    | 2.8                                                                                    | 3.9                                                                                    | 2.2                                                                                    |
| Temp. mín. abs. (°C)                                                                   | −1.1                                                                                   | −1.1                                                                                   | −2.8                                                                                   | −6.1                                                                                   | −6.7                                                                                   | −11.1                                                                                  | -8.9                                                                                   | -11.1                                                                                  | −10.6                                                                                  | −5.6                                                                                   | −3.3                                                                                   | −1.7                                                                                   | −11.1                                                                                  |
| Precipitación total (mm)                                                               | 71.0                                                                                   | 58.0                                                                                   | 64.0                                                                                   | 66.0                                                                                   | 66.0                                                                                   | 53.0                                                                                   | 51.0                                                                                   | 51.0                                                                                   | 38.0                                                                                   | 41.0                                                                                   | 51.0                                                                                   | 71.0                                                                                   | 681.0                                                                                  |
| Días de precipitaciones (≥ 1 mm)                                                       | 15                                                                                     | 12                                                                                     | 10                                                                                     | 11                                                                                     | 13                                                                                     | 11                                                                                     | 12                                                                                     | 9                                                                                      | 9                                                                                      | 7                                                                                      | 10                                                                                     | 14                                                                                     | 133                                                                                    |
| Horas de sol                                                                           | 198                                                                                    | 161                                                                                    | 169                                                                                    | 115                                                                                    | 77                                                                                     | 57                                                                                     | 69                                                                                     | 90                                                                                     | 128                                                                                    | 189                                                                                    | 200                                                                                    | 198                                                                                    | 1651                                                                                   |
| Humedad relativa (%)                                                                   | 78                                                                                     | 79                                                                                     | 82                                                                                     | 86                                                                                     | 88                                                                                     | 89                                                                                     | 89                                                                                     | 87                                                                                     | 84                                                                                     | 80                                                                                     | 75                                                                                     | 77                                                                                     | 82.8                                                                                   |
| Fuente n.º 1: Unidad de Estudios Climáticos, UEA                                       |                                                                                        |                                                                                        |                                                                                        |                                                                                        |                                                                                        |                                                                                        |                                                                                        |                                                                                        |                                                                                        |                                                                                        |                                                                                        |                                                                                        |                                                                                        |
| Fuente n.º 2: Instituto Meteorológico de Dinamarca (DMI)                               |                                                                                        |                                                                                        |                                                                                        |                                                                                        |                                                                                        |                                                                                        |                                                                                        |                                                                                        |                                                                                        |                                                                                        |                                                                                        |                                                                                        |                                                                                        |

## Economía

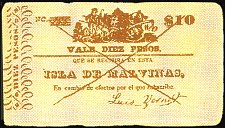
Vale de 10 pesos emitido por Luis Vernet antes de 1833.

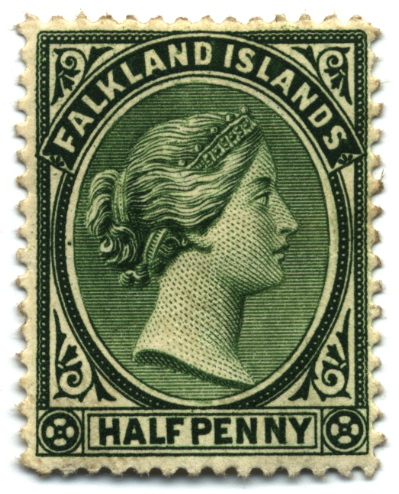
Sello de las islas Malvinas de 1/2 penique del año 1891. La venta de sellos postales contribuye a la economía de los isleños.

La economía estaba basada en la ganadería, principalmente la cría ovina, pero, desde 1987 la pesca constituye el núcleo de la actividad económica. En ese año el gobierno británico de las islas empezó a vender licencias de pesca a compañías extranjeras dentro del área de pesca exclusivo de las Malvinas delimitado por el Reino Unido. Estas licencias totalizaron más de US$ 40 millones al año, lo cual sirve para administrar los sistemas de salud, educación y asistencia social de las islas. El langostino forma el 75 % de la pesca recogida. La industria del tambo sirve para el consumo interno; las cosechas nutren al forraje de invierno. Las exportaciones están formadas por envíos de lana de alta calidad al Reino Unido, sellos y monedas. Para alentar al turismo, la Corporación para el Desarrollo de las islas Malvinas ha construido tres cabañas para visitantes atraídos por la vida salvaje y la pesca. Actualmente las islas se autofinancian excepto para la defensa. El British Geological Survey[cita requerida] anunció la presencia de una zona de exploración de petróleo de 200 millas alrededor de las islas en 1993 y los primeros sondeos sísmicos sugieren la posibilidad de reservas substanciales capaces de producir 500 000 barriles de petróleo por día. Recientemente se han descubierto cuencas petroléras al sur y al norte del archipiélago.
Un acuerdo entre Argentina y el Reino Unido en 1995 buscó eliminar los conflictos de licencias y soberanía que podrían entorpecer el interés extranjero en la explotación de reservas.[cita requerida]

### Transporte

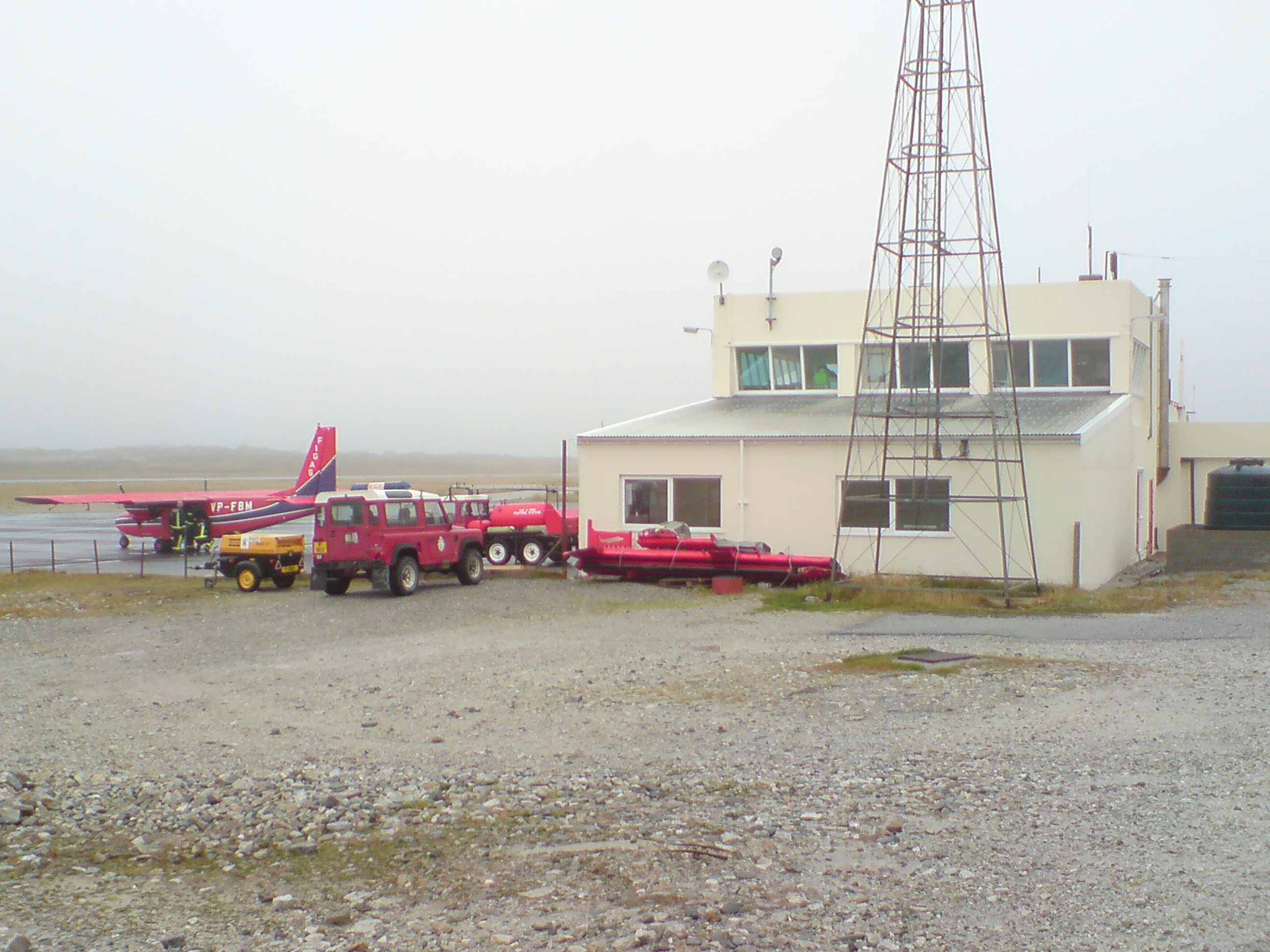
Terminal aérea del aeropuerto.

No hubo enlaces aéreos a las islas hasta 1971, cuando la Fuerza Aérea Argentina, que operaba la aerolínea estatal LADE, inició vuelos anfibios entre Comodoro Rivadavia y Puerto Stanley. Luego, la Argentina y el Reino Unido llegaron a un acuerdo para la construcción de un aeropuerto en la capital de las islas. En la actualidad, este aeropuerto es la base de Falkland Islands Government Air Service, la única línea aérea isleña.
El «Acuerdo de Reanudación de las Comunicaciones con las Malvinas» fue firmado entre los gobiernos de la Argentina y el Reino Unido el 14 de julio de 1999, luego de que Chile suspendiera los vuelos a las islas en represalia por el arresto de Augusto Pinochet en el Reino Unido, y que los gobiernos de Uruguay y del Brasil declinaran hacerlos desde sus territorios. El gobierno argentino aceptó que la empresa LAN Airlines realizara cada sábado un vuelo desde Punta Arenas en el sur de Chile, haciendo escala el segundo sábado de cada mes en Río Gallegos para su viaje hacia Mount Pleasant y el tercer sábado en su viaje de retorno, a condición de que se permitiera viajar a ciudadanos argentinos a las islas. Desde noviembre de 2003, los vuelos chárter desde el territorio continental argentino fueron suspendidos por el entonces presidente Néstor Kirchner, al considerarse que dichos vuelos deberían realizarse desde la Argentina por una aerolínea nacional y no desde Chile mediante empresas extranjeras. A respecto de este asunto, el gerente de comunicaciones de Aeropuertos Argentina 2000, Sergio Resumil, aseguró meses más tarde que «desde Río Gallegos se podrá operar con vuelos internacionales directos hacia las islas Malvinas».

### Turismo

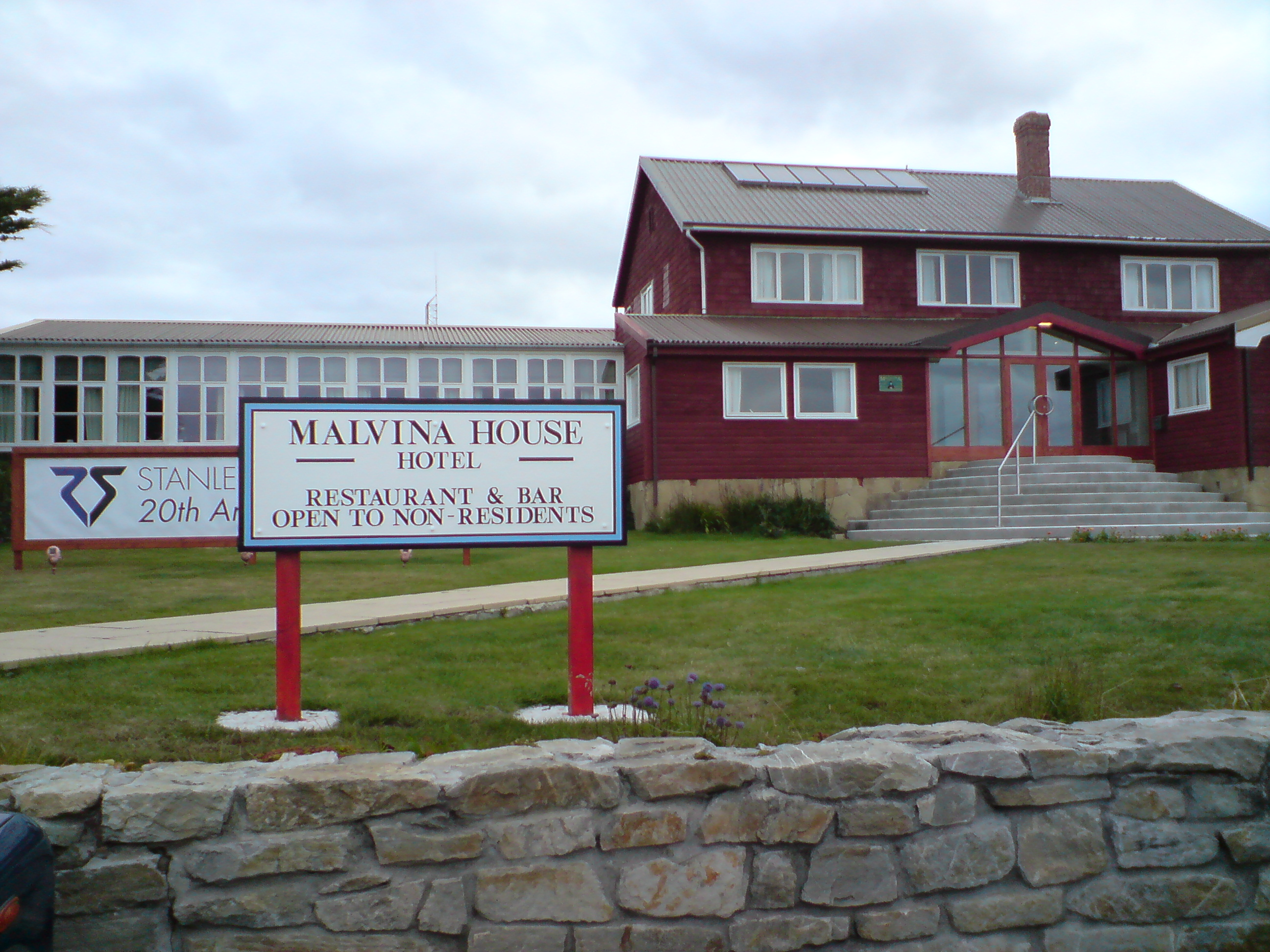
Hotel Malvina House.

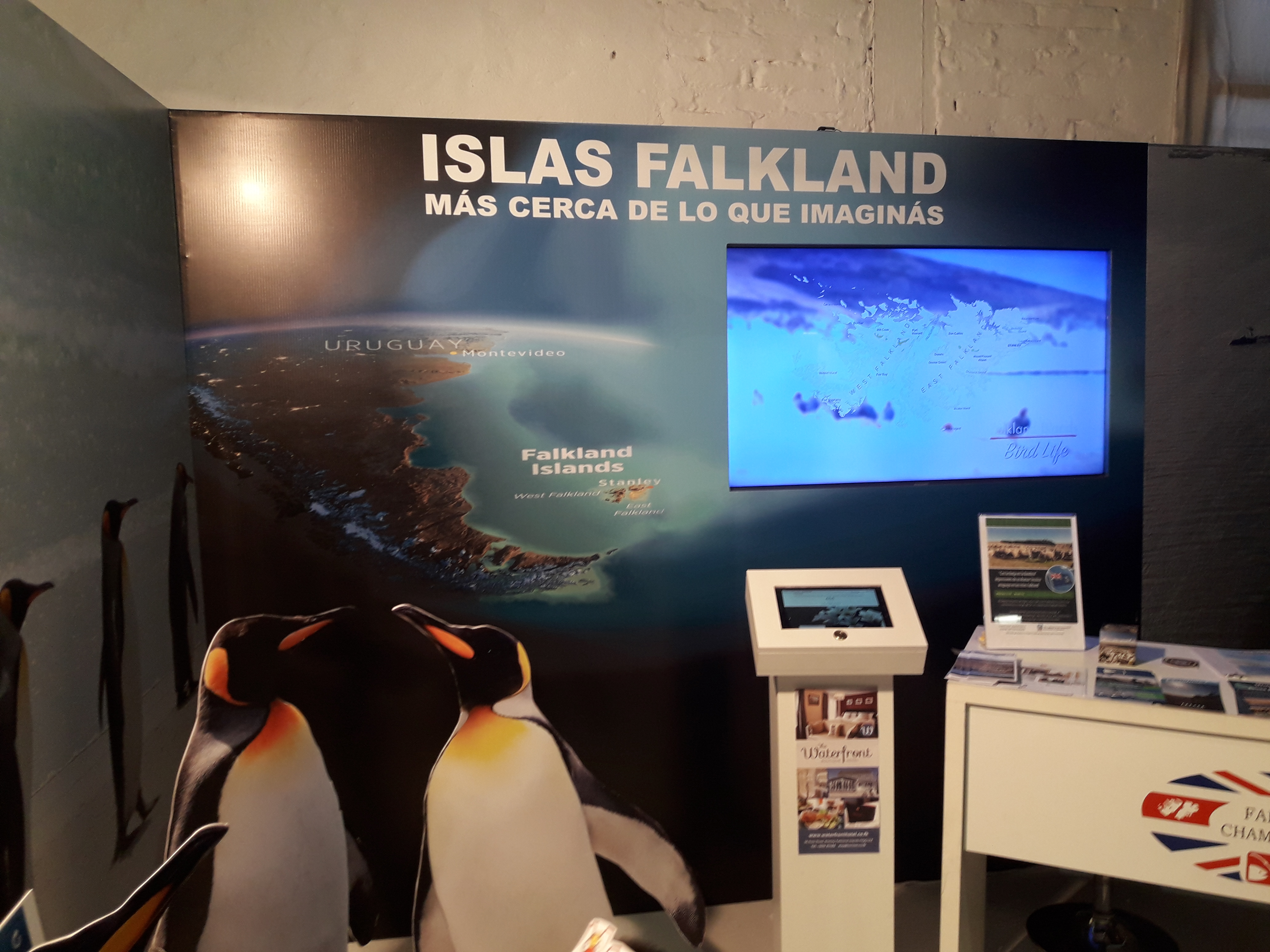
Stand turístico de la isla, en una exposición en Uruguay, en 2018.

La temporada alta de turismo es durante los meses de octubre y hasta principios de abril, los turistas arriban por vía marítima, ya sea en cruceros turísticos o embarcaciones a vela. También se realizan excursiones a las bahías cercanas y el Cabo San Felipe, donde se avistan pingüinos.
Para las excursiones terrestres se ofrecen servicios de mini-colectivos o vehículos de todo terreno en las agencias de viajes locales. También se pueden contratar avionetas y embarcaciones menores a vela para trasladarse a las diferentes islas que se encuentran cerca. Ocasionalmente, llegan cruceros a la ciudad capital también. Actualmente, las Islas Malvinas cuentan con varios hoteles como el Malvina House Hotel, numerosos bares, pubs, tal como el "The Narrows Bar" en Stanley, cafés y restaurantes.

## Demografía

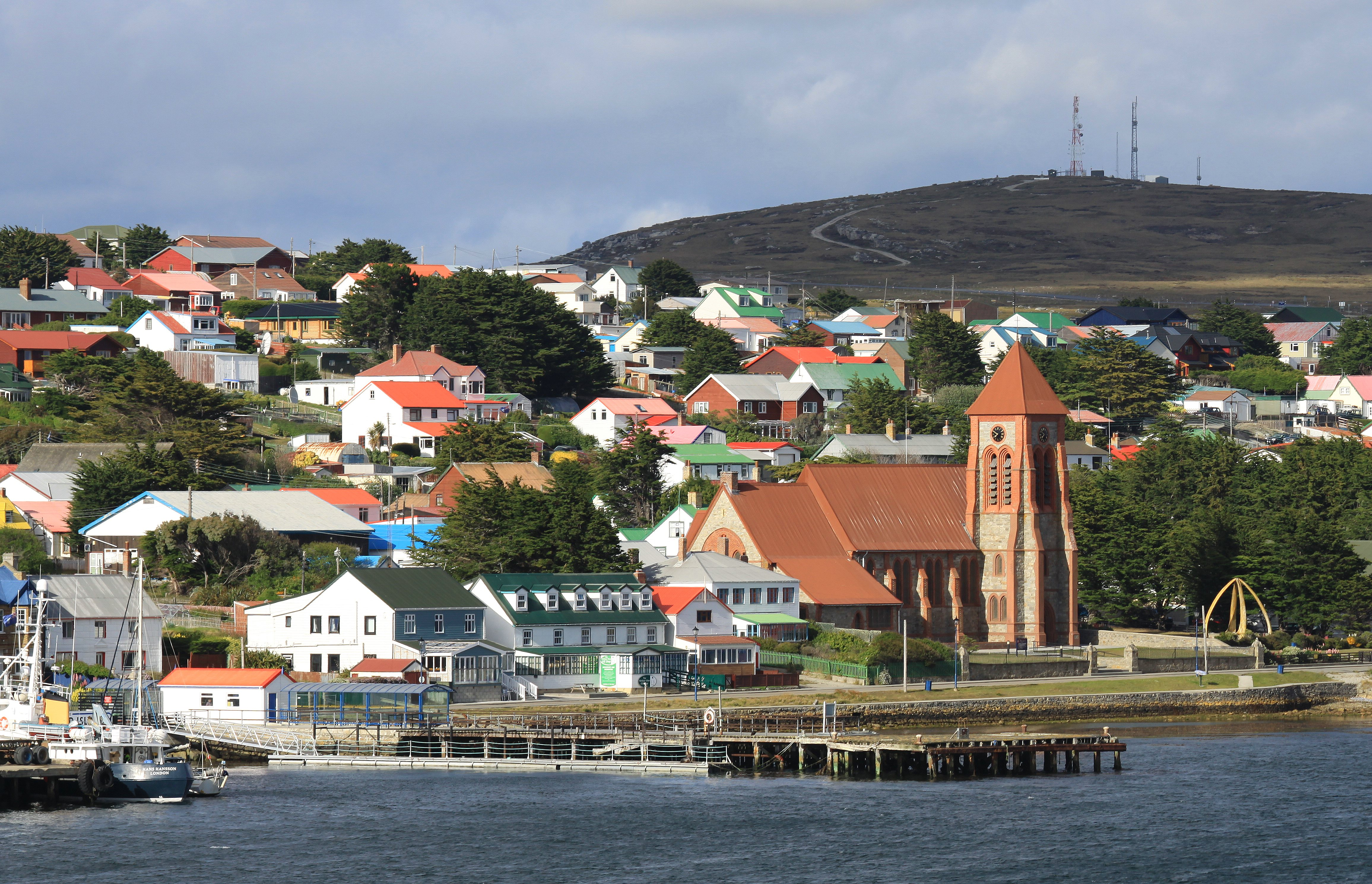
Puerto Argentino/Stanley, es el mayor poblado y el centro financiero de las Islas Malvinas.

Las islas tenían 3275 habitantes en 1911, y 916 de ellos vivían en Puerto Argentino/Stanley. La población de las islas era de 2967 en julio de 2003. Está compuesta en su mayoría por descendiente de británicos (aproximadamente el 70 %), principalmente descendientes de galeses y escoceses asentados en el territorio desde la invasión de 1833. Los ciudadanos de Reino Unido que han obtenido el estatus de residentes en las islas son conocidos como belongers. No obstante, existen también individuos con ascendencia escandinava habitando las islas. Otra parte de la población está formada por los descendientes de los balleneros que arribaron en los siglos pasados. Finalmente, el restante de la población está compuesto por una minoría de la parte continental sudamericana (principalmente chilenos, alrededor de un 10%, mientras que los argentinos continentales suman 29 personas en 2012) y algunos individuos provenientes de las también colonias británicas de Santa Elena y Tristán de Acuña, que han llegado más recientemente a las islas en búsqueda de trabajo.
A los residentes de las Malvinas se los conoce como kelpers; este gentilicio deriva de las algas que se encuentran alrededor de las islas, llamadas kelp en inglés. No obstante ellos prefieren llamarse islanders (isleños). En español su gentilicio es «malvinenses», ya que «isleño» no designa ningún lugar específico pues puede aplicarse a cualquier persona nacida en cualquier isla.

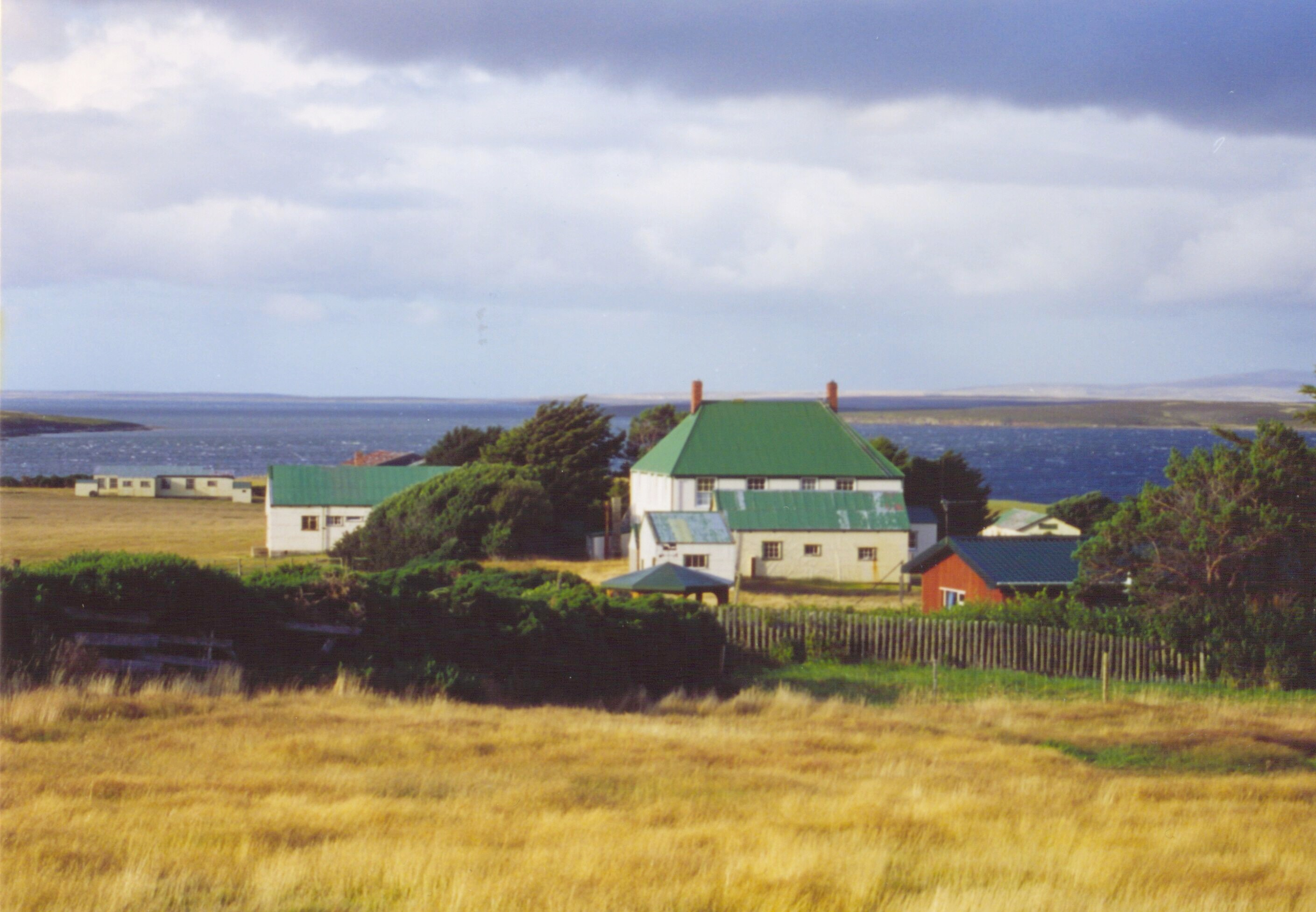
Isla Soledad.

En el censo de 2012, la mayoría de los residentes describieron su nacionalidad como "Falkland Islander" (un 59 %), seguido por los británicos (29 %), originarios de Santa Elena (9,8 %) y chilenos (5,4 %). En el mismo censo también se indicó que unos 38 nacidos en la parte continental de la Argentina viven en las islas, de las cuales solo cinco eran ciudadanos argentinos. El censo de 2006 mostró que algunos residentes se identificaron como descendientes de franceses, gibraltareños y escandinavos. El mismo censo indica que solo un tercio de los residentes nacieron en el archipiélago y que algunos residentes de origen extranjero se han asimilado en la cultura local.
La población de las islas Malvinas se estimaba en 2008 que alcanzaba los 3140 habitantes. Según el censo 2012, Puerto Argentino/Stanley, con una población de 2121 habitantes (concentrando el 75% de la población), es la zona más poblada del archipiélago, seguido de Mount Pleasant con 369 residentes y el Camp con 351 personas. La mayor parte de la población se encuentra en edad de trabajar (entre 20 y 60 años). Los hombres superan a las mujeres (53-47 %), y la desviación es más prominente en el grupo de edad 20-60. Además, el censo de 2006 arrojó unos 2478 habitantes, creciendo un 4% hacia 2012.
En su discurso anual, el gobernador Colin Roberts afirmó en junio de 2014 que uno de los principales problemas de las islas es la población. El último censo reveló una población estática y envejecida. Vaticinó que «esto resultará en problemas de empleo y servicios para el futuro». Ante ese panorama, la Asamblea Legislativa encargó en 2013 un estudio para reformar la política inmigratoria. La intención es tanto rejuvenecer a la envejecida población como aumentar la mano de obra disponible para los proyectos petroleros. Roberts remarcó la necesidad de «formular un justo, transparente y sencillo sistema» que permita «equilibrar la necesidad de una fuerza laboral más amplia para facilitar el crecimiento económico con la aspiración de preservar el modo de vida de las Islas».
| Posición | Denominación             | Región  | Habitantes |
| -------- | ------------------------ | ------- | ---------- |
| 1.ª      | Puerto Argentino/Stanley | Stanley | 2 122      |
| 2.ª      | Monte Agradable          | Stanley | 369        |
| 3.ª      | Pradera del Ganso        | Camp    | 40         |
| 4.ª      | Puerto Mitre             | Camp    | 22         |
| 5.ª      | Bahía Fox (Este y Oeste) | Camp    | 22         |
| 6.ª      | Brazo Norte              | Camp    | 20         |
| 7.ª      | Caleta de la Colina      | Camp    | 16         |

## Idioma, religión, prensa y educación
Los malvinenses pertenecen fundamentalmente a la civilización británica, con influencias de América hispana del Sur (principalmente de Argentina y Chile). Algunos términos y topónimos utilizados por los antiguos habitantes gauchos de las islas son de uso común en el habla local. El idioma oficial y principalmente hablado es el inglés, utilizándose su propia variante. Además, parte de la población un 10 % es de habla hispana.[cita requerida]

### Educación
La educación en las Islas Malvinas es gratuita y obligatoria para los habitantes de edades entre 5 y 16 años. La educación primaria está disponible en Puerto Stanley, en la Base Aérea Monte Agradable —para los hijos de funcionarios— y en múltiples asentamientos rurales. La educación secundaria está disponible únicamente en la capital. A partir de los 16 años de edad, los alumnos pueden estudiar en colegios en el Reino Unido. El gobierno de las Islas Malvinas paga para que los alumnos mayores asistan a instituciones de enseñanza superior, generalmente en el Reino Unido.

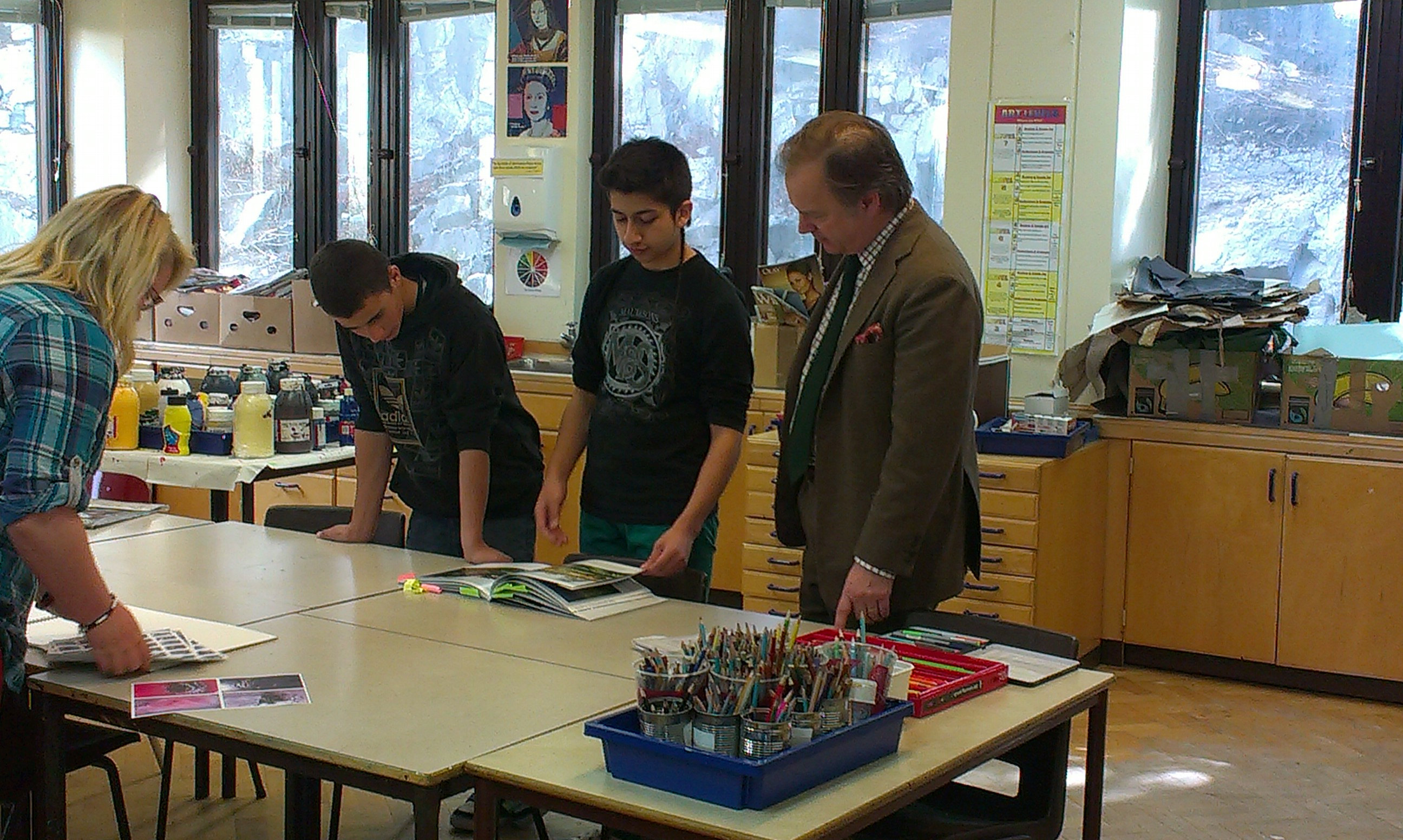
Escuela secundaria.

Hay dos escuelas en Puerto Stanley, estas son, The Infant and Junior School que enseña a niños de 4 a 11 años y la The Falkland Islands Community School, que enseña a los niños de 11 a 16 años. Algunos profesores itinerantes enseñan en escuelas rurales del Camp. Los niños mayores pueden alojarse en un albergue en la ciudad para que puedan asistir a las escuelas de ahí.
A partir de 2012, en las islas es obligatoria la enseñanza del idioma español a partir de los tres años de edad, en la escuela primaria. Los niños reciben clases «obligatorias y sistemáticas», incluso en la secundaria. La elección del idioma fue por el turismo y los países vecinos. Los docentes son residentes de las islas.

### Medios de comunicación
Hay dos periódicos: El Teaberry Express y el Penguin News. La televisión y radio, en general, cuentan con programación desde el Reino Unido. La principal estación de radio es la Falkland Islands Radio Service. En abril de 2011 comenzaron las transmisiones de Falkland Islands Television, la primera estación de televisión local.

### Religión

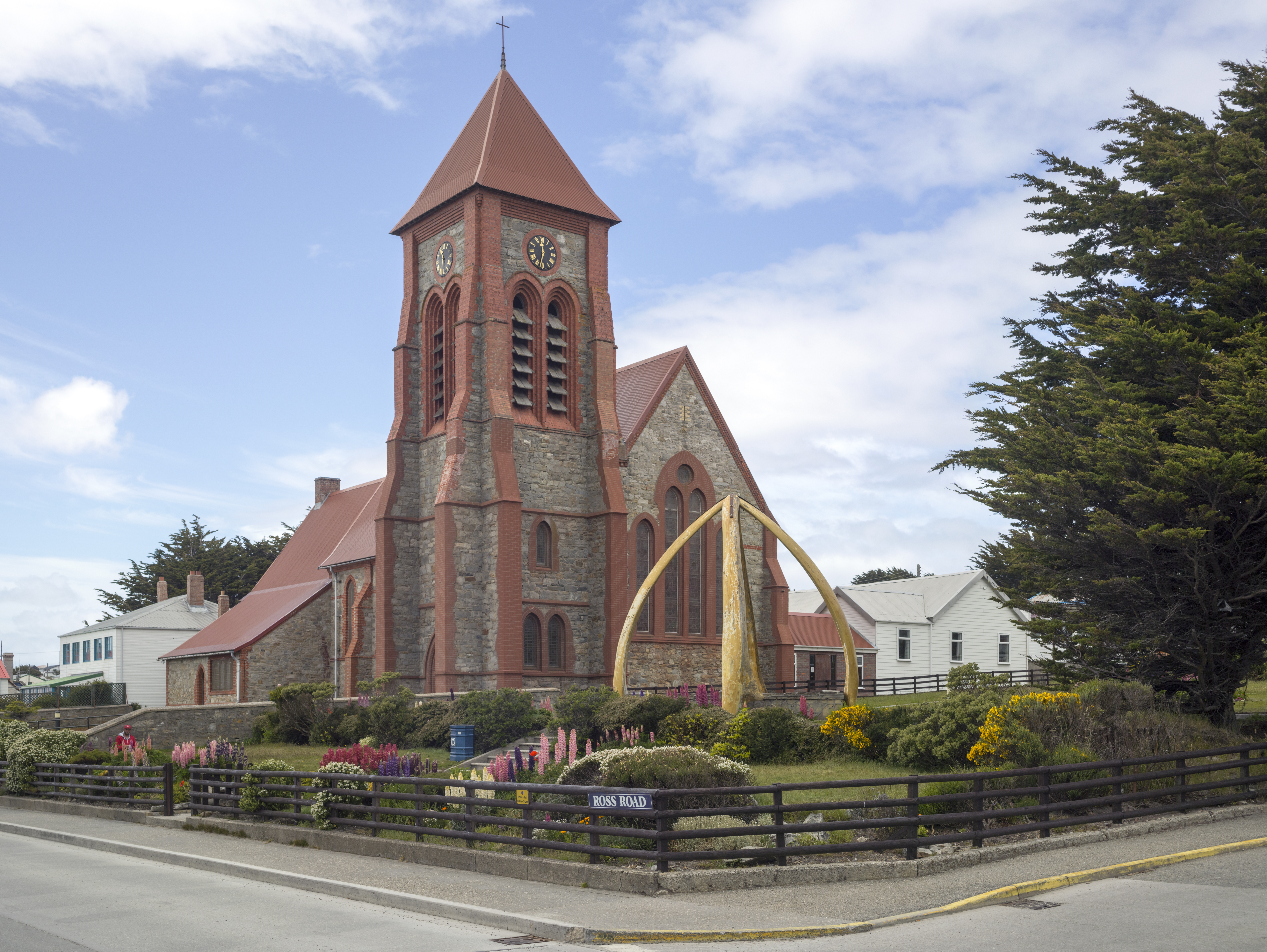
Catedral de la Iglesia de Cristo, perteneciente a la religión anglicana, ubicada en Puerto Argentino.

La religión principal es el cristianismo (practicada por un 67,2 % de la población). Las denominaciones principales son la Iglesia de Inglaterra, la Iglesia católica, la Iglesia no Conformista Unida, la Iglesia evangélica, la de los Testigos de Jehová, la Iglesia luterana y la Iglesia Adventista del Séptimo Día. La parroquia extra-provincial anglicana de las Islas Malvinas está bajo la jurisdicción directa del Arzobispo de Canterbury. Las Malvinas forman una Prefectura Apostólica de la Iglesia católica que no está incluida en las estructuras eclesiales católicas del Reino Unido ni de Argentina. Corrientemente, el prefecto apostólico católico de las Malvinas es a la vez rector de la misión sui iuris de Santa Elena y sus dependencias.

## Deporte
La escasa cantidad de equipos participantes en las islas, generan que la liga de fútbol de las Islas Malvinas se integre por una única divisional, sin ascensos ni descensos. Los encuentros suelen disputarse en el estadio Stanley, principal recinto de las islas. A su vez, el equipo ganador no obtiene clasificación alguna a ningún torneo internacional de clubes, al no estar afiliado a ninguna confederación asociada a la FIFA.
Su gran lejanía con Europa le impide logísticamente disputar cualquier tipo de competición dentro de la UEFA, a pesar de ser un territorio británico de ultramar. La situación del archipiélago es examinada anualmente por el Comité de Descolonización desde 1965, y tiene jurídicamente enfrentados al Reino Unido (quien las administra) y Argentina (quien reclama su devolución), por lo que a raíz de los movimientos políticos de este último, las islas tienen vedada su participación con cualquier país de la Conmebol. Los enfrentamientos entre las islas y los países sudamericanos son escasos, el único enfrentamiento entre las Islas Malvinas y Argentina fue por fuera del fútbol, en la Copa Latinoamericana de hockey sobre hielo de 2019, certamen que Argentina amenazó con boicotear y, tras numerosos reclamos, el representativo del archipiélago debió competir sin denominarse como Islas Malvinas o Islas Falkland (participando como "Stanley"), sin tocar el himno británico o llevar algún símbolo británico en sus uniformes. Si pudo inscribirse el "Falkland Islands Bádminton team" con su nombre y bandera para la edición 2020 del Bádminton PanAm, Campeonato Panamericano en Salvador (Brasil) en el que participará con el apoyo de la Federación Mundial de Bádminton (BWF), aunque no estuvo exento de reclamos.
El representativo de la isla es la selección de fútbol de Islas Malvinas, también conocida como la selección de fútbol de las Islas Falkland, La organización está a cargo de la Falkland Islands Football League (FIFL).
Ha jugado en los Juegos de las Islas en 2001, 2005, 2009, 2011, 2013 y 2015. A pesar de ubicarse en América del Sur, no es miembro de la Conmebol, y más allá de ser un territorio británico de ultramar, tampoco se anexó a la UEFA. Hasta el momento, nunca existió algún pedido formal desde las islas para presentarse como miembro activo de alguna entidad continental o de la FIFA. Los Juegos de las Islas ofrecen la única salida competitiva para los jugadores de las islas.
En los Juegos de las Islas de 2013, celebrados en las islas Bermudas, logró un histórico tercer puesto tras ganarle 6 a 0 al equipo de Frøya (localidad de Noruega), obteniendo una medalla de bronce. La selección de las islas también ha sido ganadora del Small Islands Cup («Copa de las Islas Pequeñas») en 2013, un evento realizado entre los territorios participantes de los Juegos de las Islas, cuya población no supera los 10 000 habitantes.